# Warner Bros. Studios
Cet article concerne le lieu de tournage de Warner Bros. à Burbank. Pour la société, voir Warner Bros.. Pour les studios du même nom voisins, voir The Burbank Studios. Pour les autres acceptations, voir Warner.
Les Warner Bros. Studios, Burbank (parfois appelés Warner Brothers Burbank Studios et anciennement First National Studio (1926-1937), Warner Bros.-Seven Arts Studios (1967-1970) et The Burbank Studios (1972-1990)) sont des studios de tournage destinés aux productions cinématographiques et télévisuelles situé à Burbank au nord de Los Angeles. C'est aussi le siège social de plusieurs sociétés du groupe Warner Bros. Entertainment. De nombreuses émissions et séries ont été et sont enregistrées dans ce studio.
Depuis 2010, Warner Bros. possède aussi un studio à Watford au nord de Londres, les Warner Bros. Studios, Leavesden.

## Historique

### Installation de la First National, arrivée de la Warner (1926-1955)
Grâce au succès des films Le Chanteur de jazz et Le Fou chantant, les frères Warner sont en mesure d'entrer dans le capital de la First National Pictures, alors concurrente de la Warner Bros. Pictures, Incorporated. Elle commence alors à déplacer ses productions dans les studios de Burbank où se trouvait First National. The First National Studio (nom du studio de l'époque) devient alors le quartier général de Warner Bros.-First National Pictures, avec 4 plateaux de tournage. Sont construits à cette période deux premiers décors extérieurs, Brownstone Street et New York Street. La Warner commence alors à délaisser ses studios de Sunset Boulevard mais un feu en décembre 1934 aux studios de Burbank détruit 6,1 hectares du site et oblige Warner à retourner à Sunset Boulevard pour pouvoir continuer à tourner.
Durant les années 1930, neuf nouveaux plateaux sont construits à la suite du succès du studio. C'est à cette époque qu'est également créé un département animation dirigé par Tex Avery, et dont le bâtiment est nommé "Termite Terrace". Ce nom subsiste toujours aujourd'hui pour désigner le bâtiment des studios d'animation.
En 1935, la hauteur du plateau 7 est augmentée de 9 mètres pour les besoins de la comédie musicale Caïn et Mabel,. Le plateau est renommé "plateau 16" : il mesure alors près de 30 mètres de haut. Depuis, une cuve de 7 570 823 litres a été creusée dans le sol pour permettre des scènes aquatiques. C'est aujourd'hui toujours l'un des plateaux les plus grands du monde, ayant accueilli le tournage des Goonies (1985), En pleine tempête (2000) et Dunkerque (2017). En 1937, Warner Bros. ferme ses studios de Sunset Boulevard et emménage définitivement à Burbank. Par la suite, la Warner dissout la First National et les studios prennent le nom de Warner Bros. Studios. Dans le même temps, l'usine de fabrication des décors (forge, menuiserie) est construite : elle abrite toujours ce département aujourd'hui.
En 1941, à proximité de Midwest Street, construite dans les années 1930, est édifié un lot de résidences pour servir au film Crimes sans châtiment. La rue a par la suite servi pour les films À l'est d'Éden (1955), The Music Man (1957) et Le Dernier des géants (1976). Durant cette décennie sont construits 3 nouveaux plateaux.

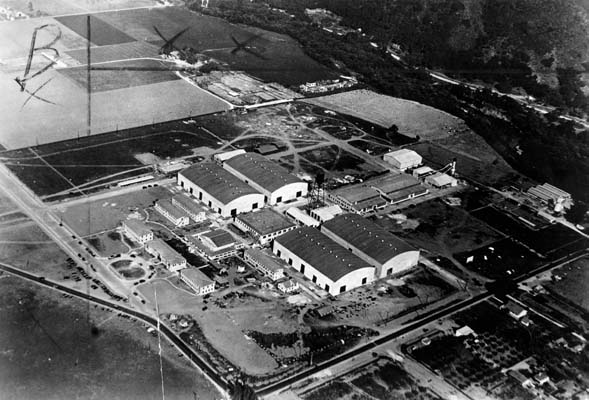
Le studio de la First National Pictures à Burbank (1928)
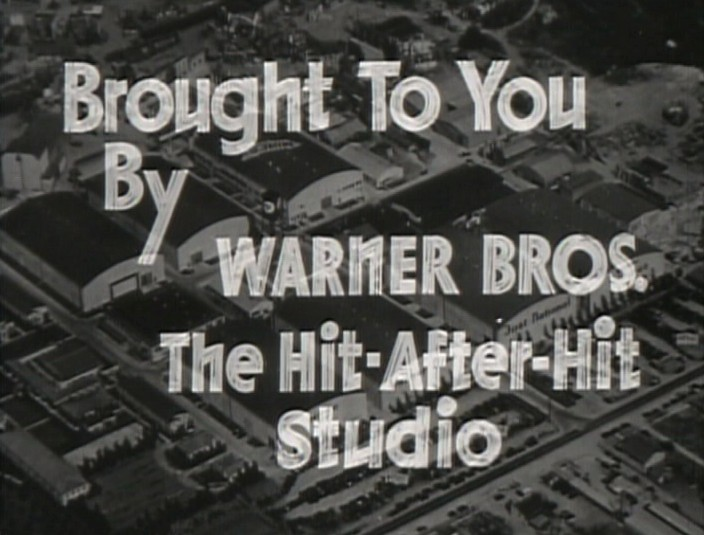
Vue du studio, dans la bande-annonce de La Forêt pétrifiée (1936)

### Arrivée de la télévision et vente (1955-1972)
Warner Bros. Television, la division télévision de la Warner est créée en 1955. Le nombre de productions télévisées augmente et certains plateaux sont découpés en plus petits plateaux pour multiplier les tournages. C'est à cette époque qu'est construite Laramie Street où sont tournées des séries populaires de l'époque comme Le shérif est en prison (1974), Cheyenne (1955-1962), Maverick (1957-1962), Colt .45 (1957-1960), 77 Sunset Strip (1958-1964) et Intrigues à Hawaï (1959-1963). Un an plus tard est aménagé le décor Jungle pour le film Santiago : le décor est censé pouvoir représenter n'importe quelle forêt ou bosquet. Y est ajouté un lagon artificiel de 946 353 litres de volume.
En 1967, le PDG et fondateur Jack Warner décide de vendre sa société à Elliot et Ken Hyman, dirigeants de Seven Arts Productions. Warner Bros. Pictures, Incorporated change alors de nom pour Warner Bros.-Seven Arts. Deux ans plus tard, cette dernière est rachetée par la Kinney Corporation. Warner Bros.-Seven Arts devient Warner Communications, Inc. et Steve Ross prend la tête du groupe.

### Studios joints avec ceux de Columbia (1972-1990)
En 1972, dans une volonté de réduire les coûts, la Warner crée une entreprise commune avec Columbia Pictures pour relier leurs studios respectifs. Les Warner Bros. Studios sont renommés The Burbank Studios et le ranch de Columbia Pictures (situé 1600 mètres plus au Nord) est renommé The Burbank Studios Ranch. Durant cette période, ce sont les Burbank Studios qui sont cités comme lieu de tournage dans les génériques des productions de Columbia Pictures Television (Sergent Anderson, Joe Forrester, L'île fantastique, Pour l'amour du risque, Police Story) et de Warner Bros. Television (Shérif, fais-moi peur, Alice, Harry O, Kung Fu, The New Land). C'est également le cas des génériques des productions de Lorimar Productions (La Famille des collines, The Blue Knight, Huit, ça suffit !), autre filiale de Warner Communications également basées aux Burbank Studios à l'époque. Cette entreprise commune entre Columbia et Warner Bros. dure jusqu'en 1990, date à laquelle le partenariat est dissout. Columbia Pictures et sa société sœur Tris-Star Pictures aménagent alors dans les anciens studios de la Metro-Goldwyn-Mayer à Culver City (aujourd'hui Sony Pictures Studios). La Warner rachète les parts de Columbia et devient alors la seule propriétaire des Warner Bros. Studios et du Warner Bros. Ranch, renommés pour l'occasion. La même année, Warner Communications, société mère de Warner Bros., fusionne avec Time, Inc. pour former Time Warner, Inc., plus grande société de media au monde à l'époque.

Photos de The Burbank Studios en 1979
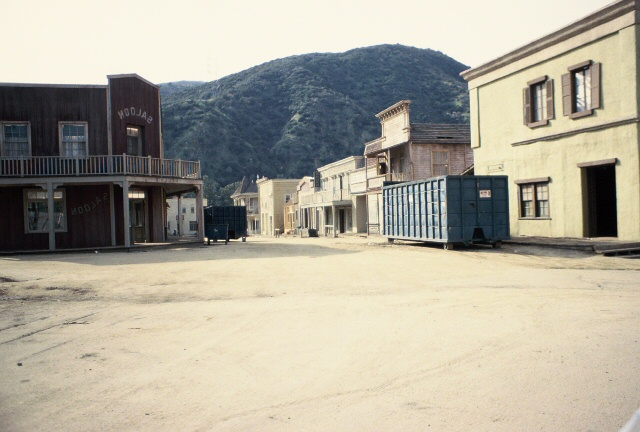
Rue (probablement Midwest Street)
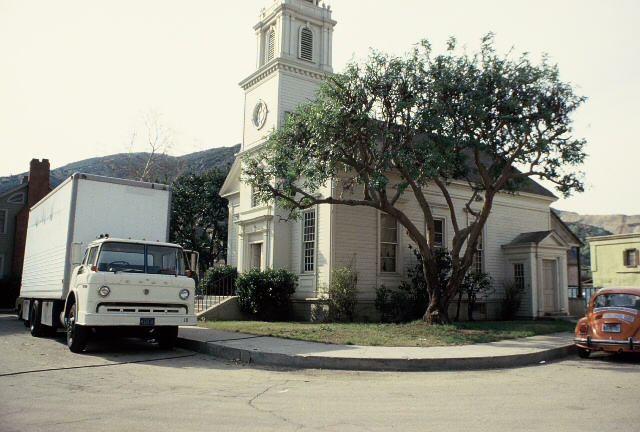
Eglise de Midwest Street
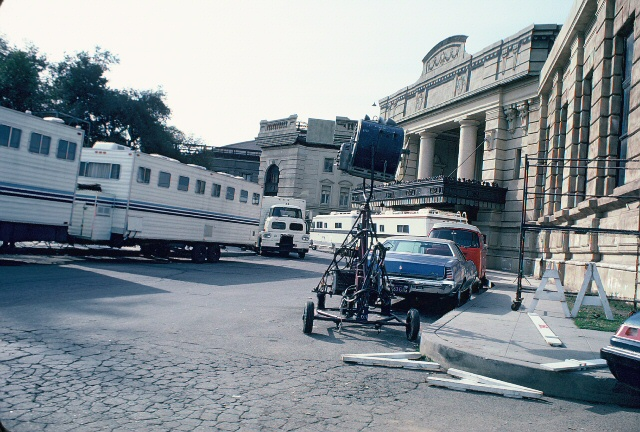
Caravanes et matériel

De 1992 à 1995, Columbia TriStar Home Video (aujourd'hui Sony Pictures Home Entertainment) est située au 3400 Riverside Drive au sein des Warner Bros. Studios.

### Réaménagements et expansion (1990-aujourd'hui)
En 2004, Laramie Street est démolie et remplacée par un quartier résidentiel nommé Warner Village. Derrière les habitations se trouvent des bureaux.
En juillet 2007, un nouveau décor, Park Place, est créé. Il s'agit d'une grande place entourée d'immeubles en brique ou en pierre de 4 étages, à fonction commerciale ou résidentielle. Une rue circulaire entoure un petit parc.
Le 15 avril 2019, Warner Bros. Entertainment annonce que le Warner Bros. Ranch va être vendu à Worthe Real Estate Group et Stockbridge Real Estate Fund dans le but d’intégrer le complexe plus grand des Burbank Studios, voisins des Warner Bros. Studios.  
En octobre 2021, il est annoncé la mise en place d'une opération de cession-bail après la vente du ranch à Worthe Real Estate Group et Stockbridge Real Estate Fund. Un plan d'aménagement de 500 millions $ permettra de construire 16 nouveaux plateaux de tournage, un parking à plusieurs niveaux, une cafétéria, une fabrique et 30 000 m2 de bureaux. Warner Bros. Entertainement reprendra possession des lieux en 2025, à la suite de deux ans de travaux,,.

## Infrastructures

### Plateaux
Le site possède 32 plateaux. À côté de chaque entrée se trouve un panneau indiquant les productions ayant été tournées entièrement ou en partie sur ce plateau.

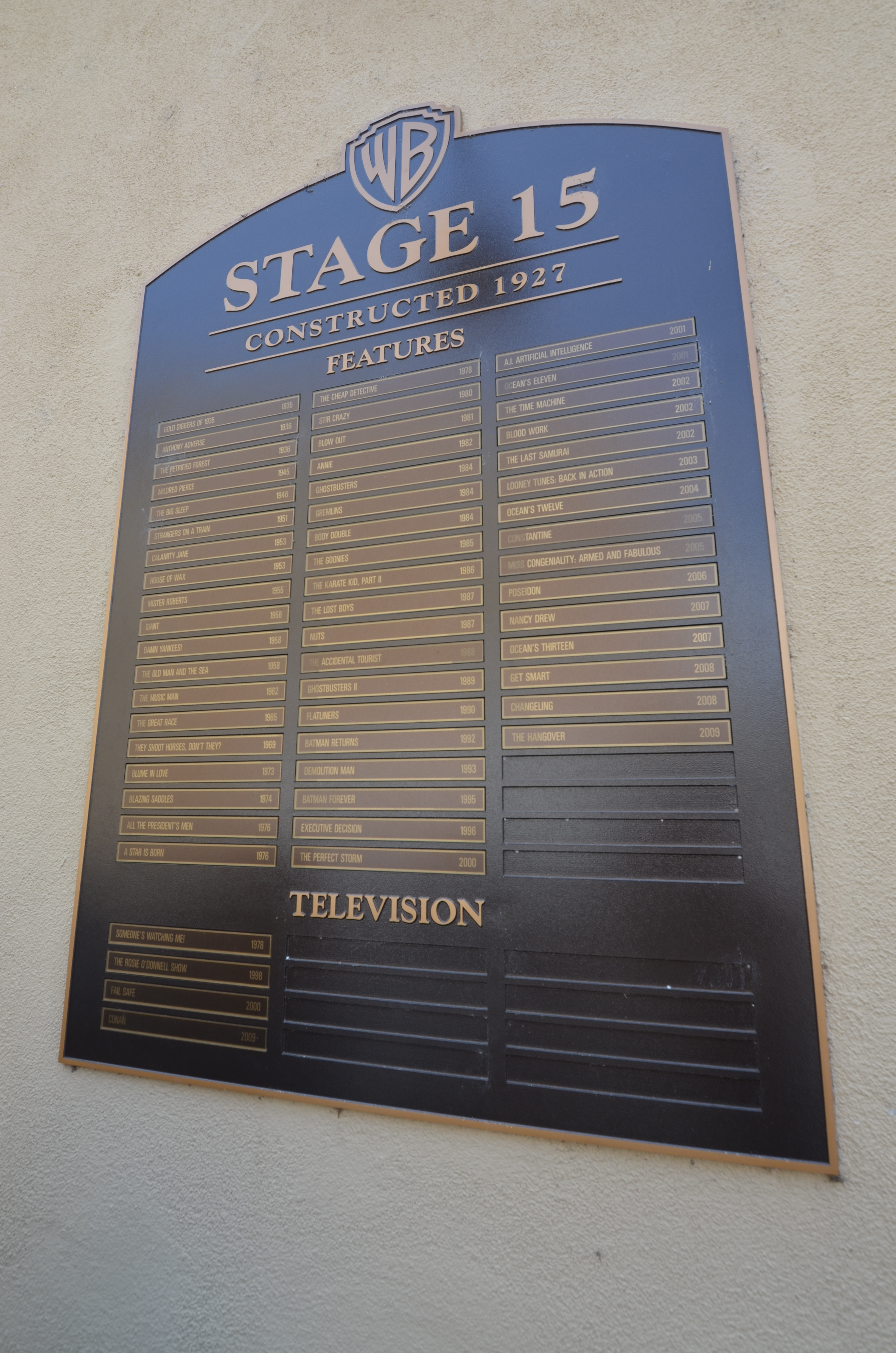
Panneau à l'entrée du plateau 15.
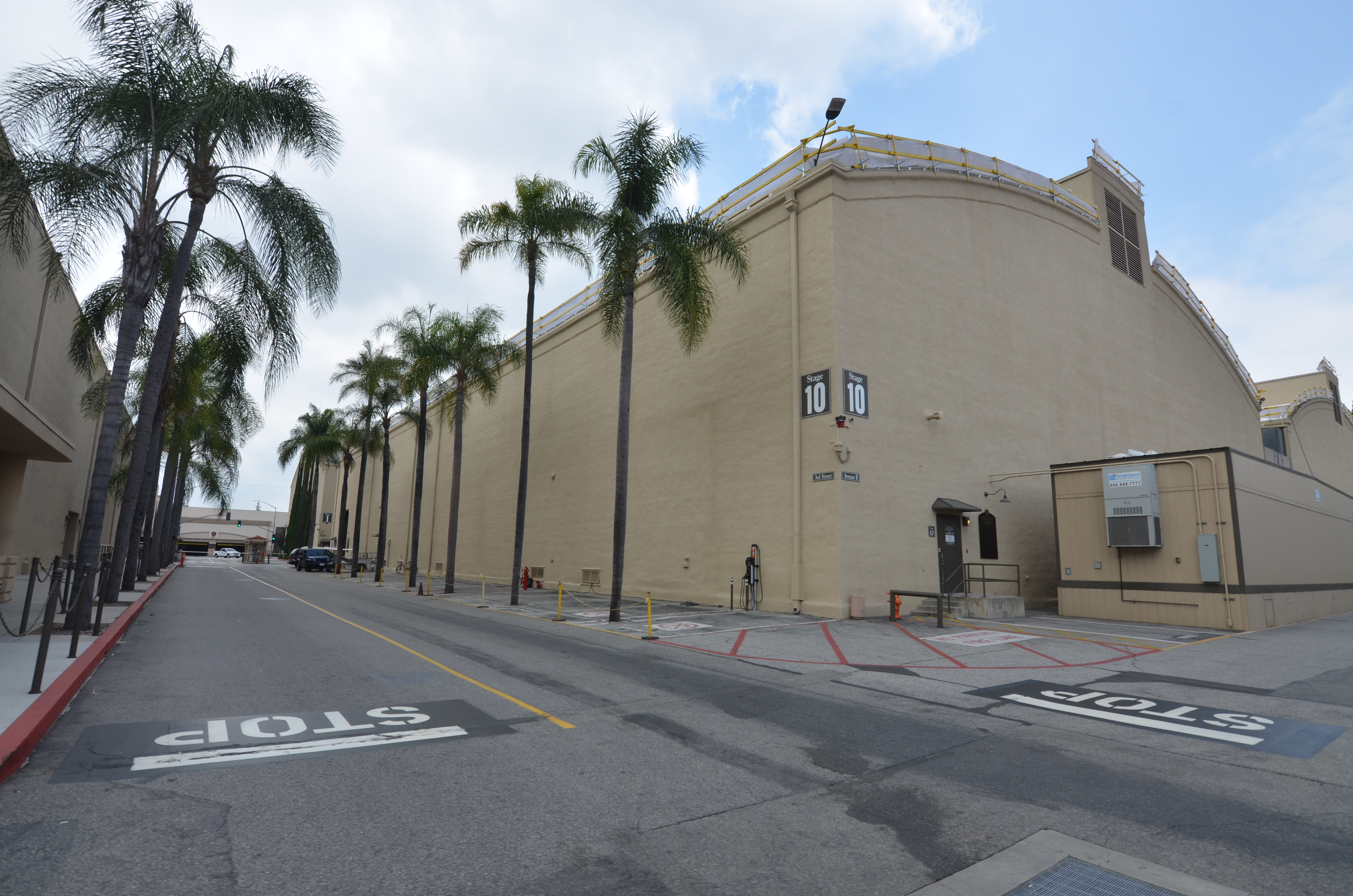
Le plateau 10 et ses environs.
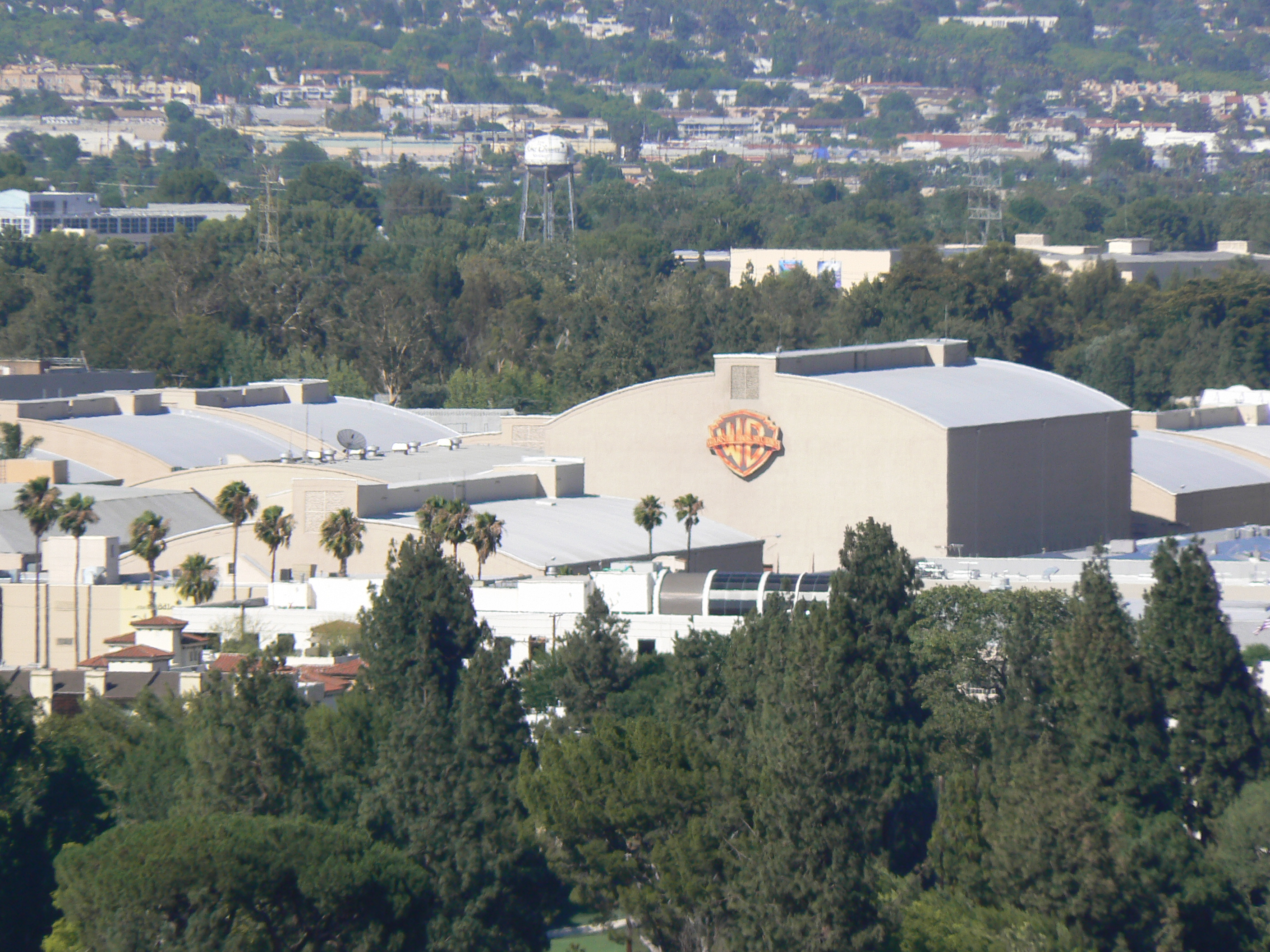
Le plateau 16, orné du logo de la Warner.
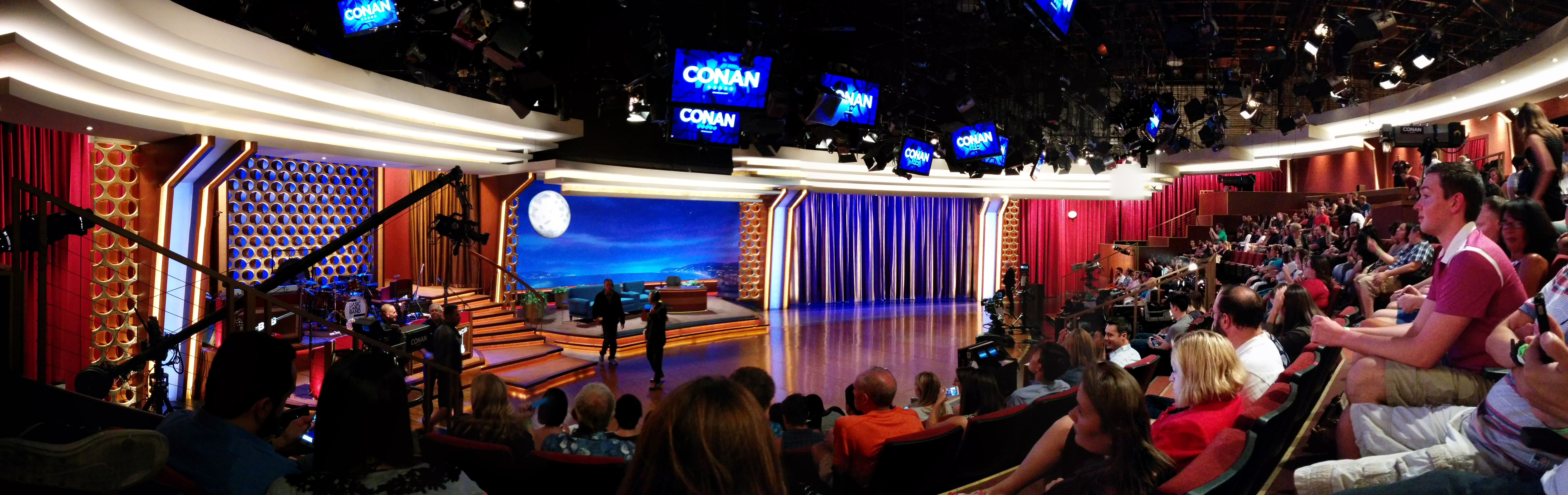
Plateau de l'émission Conan en 2015.

La série Friends a été filmée aux studios durant près de 10 ans. La première saison a été tournée sur le plateau 5 avant de changer pour le plateau 24 (plus grand) à partir de la deuxième saison. Le plateau 24 a d'ailleurs été renommé "The Friends Stage" (Le plateau de Friends) après le tout dernier épisode en 2004. La Fête à la maison et Mike and Molly ont également été tournées sur le plateau 24. The Big Bang Theory a été tournée sur les plateaux 25 et 1, de même que The Ellen DeGeneres Show est enregistré sur le plateau 1, nommé "The Ellen Stage" à partir de la 2000e émission. L'émission Conan est elle aussi enregistrée aux studios, sur le plateau 15, où avaient été précédemment tourné SOS Fantômes, la trilogie Ocean's ou encore La Blonde du Far-West.

### Décors extérieurs
Les studios possèdent des décors extérieurs. Certains d'entre eux sont multi-usages : ils servent quotidiennement comme bâtiment utilitaire (cafétéria, bureaux...) mais peuvent faire office de décor. On trouve notamment les décors suivants :
| - Ashley Boulevard/Browstone Street (sur laquelle se trouve le Ross Theater) - Hennesy Street - New York Street - Embassy Courtyard/New York Park - French Street | - Midwest Business & Residential Street - Park Place - Warner Village - Jungle Lagoon - Commissary Park - Bridge Building |

New York Street a été construite en 1930 et a servi de décor pour plusieurs villes, apparaissant dans les films 42e rue (1933), Blade Runner (1982), et The Dark Knight (2008) et dans la série Friends (1994-2004). Hennesy Street, à l'origine connue sous le nom de Tenement Street, a été construite en 1937. Elle a été utilisée pour My fair Lady (1964), Annie (1982) et Spider-Man (2002). Sur le tournage d'Annie, le chef décorateur Dale Hennesy a grandement remanié la rue en ajoutant plusieurs façades d'appartements de style new-yorkais, des bouches à incendie de New York... Le technicien est mort durant le tournage et la rue a été renommée en son honneur. Midwest Street a été construite en 1939 pour le film Quatre Jeunes Femmes, puis a été réutilisée pour The Music Man (1962), Shérif, fais-moi peur (1979-1985) et les Gremlins (1984). Le décor Jungle, construit en 1955, a servi de décor à Santiago (1956), Les Goonies (1985), La Famille des collines (1972-1981). Laramie Street a été construite en 1957 est a servi pour Le shérif est en prison (1974), Cheyenne (1955-1962) et Maverick (1957-1962). En 2004, le décor est transformé en rue résidentielle et renommé Warner Village. Elle a depuis servi pour Mon oncle Charlie (2003-2015) et The Big Bang Theory (2007-2019). Les plateaux et décors extérieurs apparaissent également dans le film La La Land, servant de lieu de promenade pour Mia et Sébastien (Emma Stone et Ryan Gosling). Par la suite, le café où travaille Mia est recréé sur French Street et est intégré au Studio Tour Hollywood,.

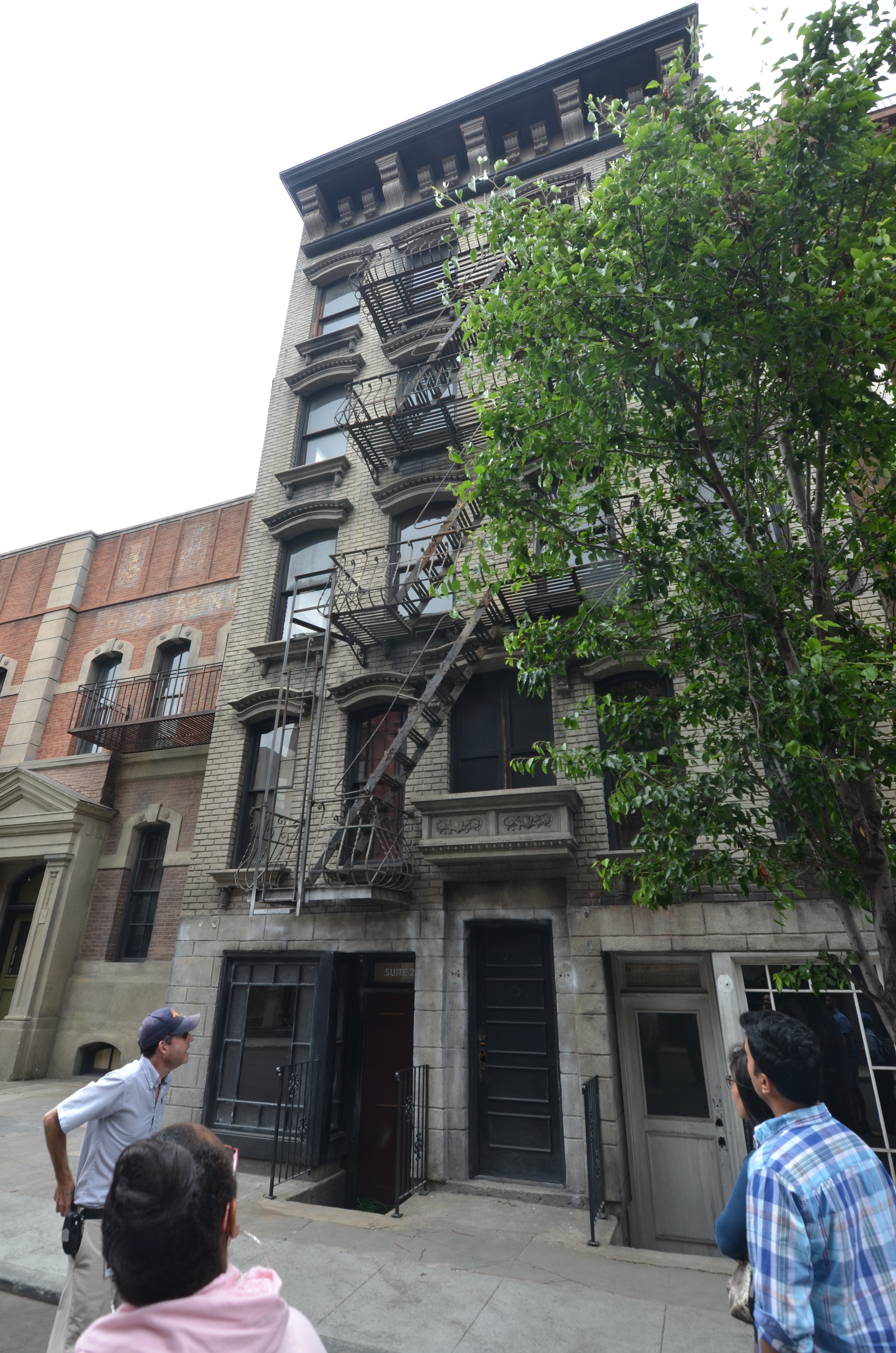
Immeuble sur Hennesy Street.
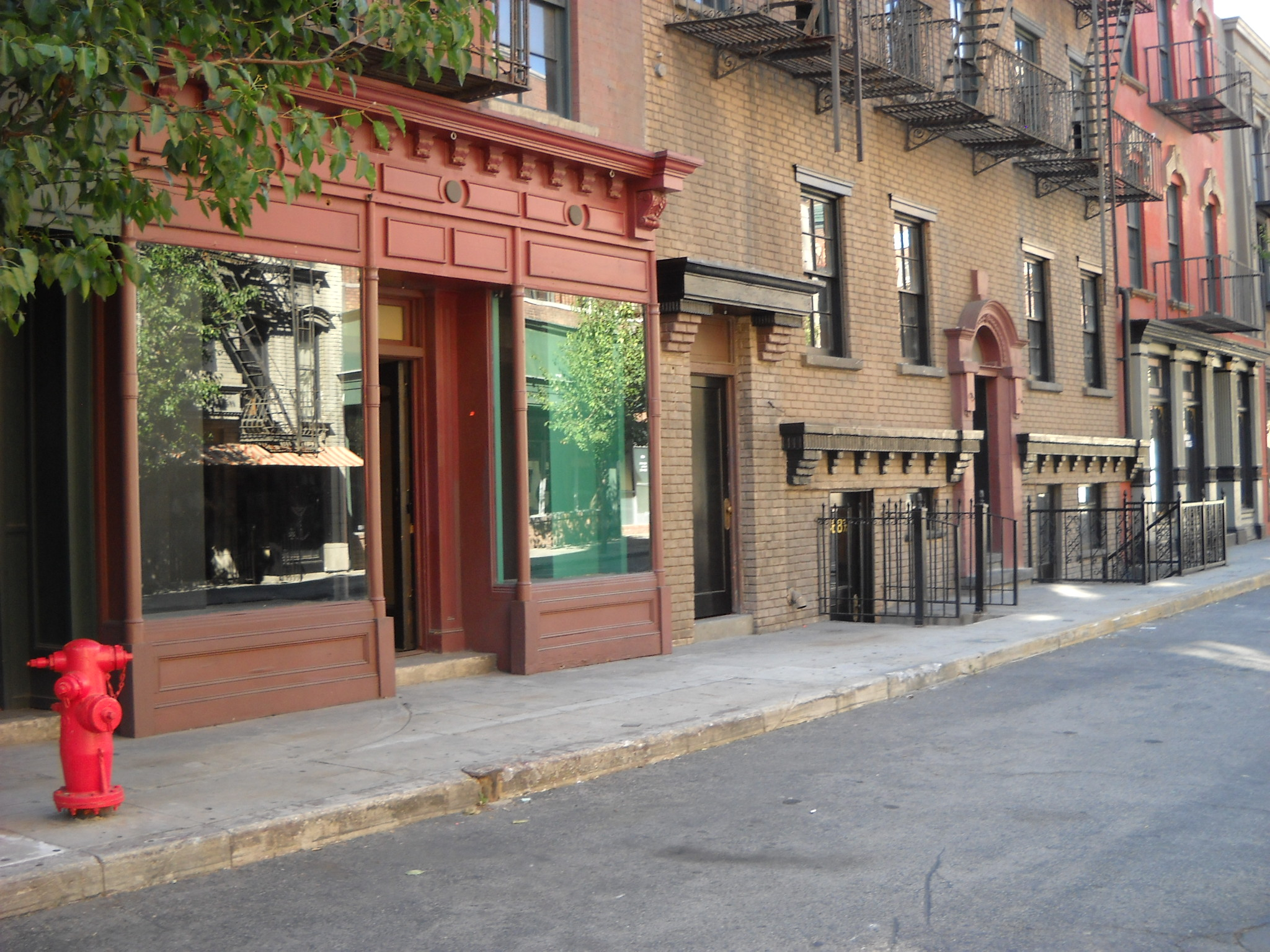
Commerce sur Hennesy Street.
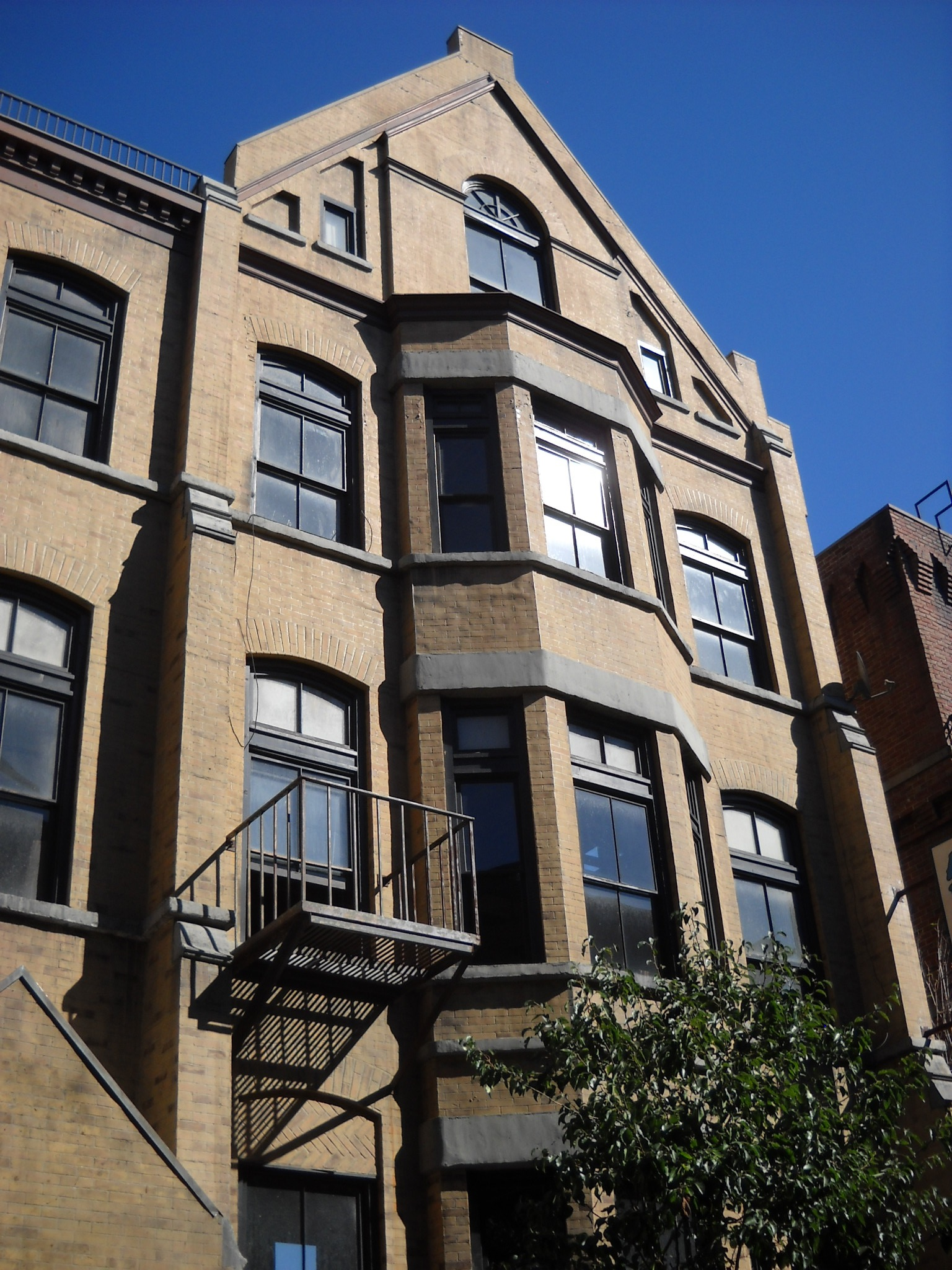
Immeuble sur Hennesy Street.
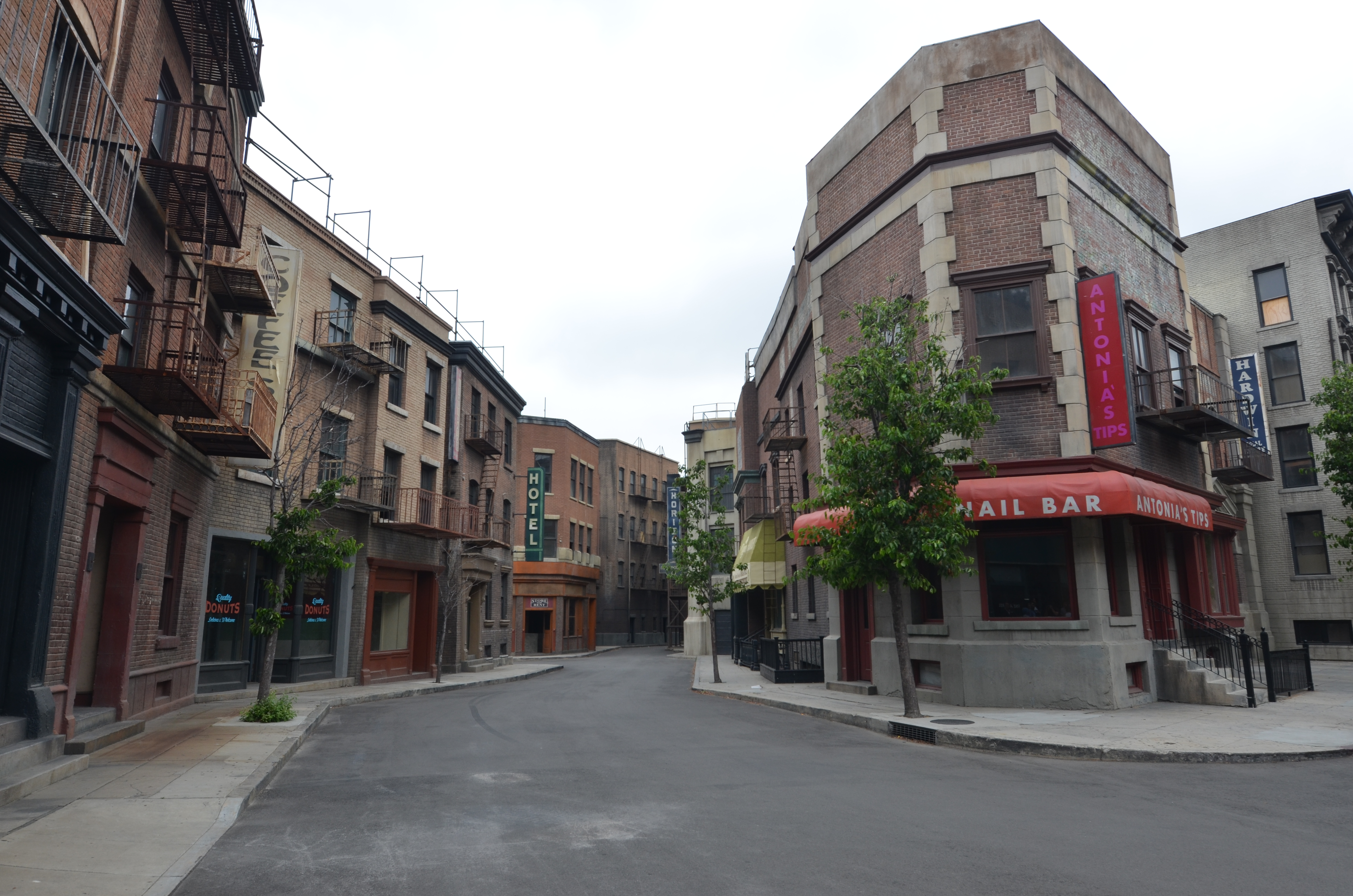
Vue sur Hennesy Street.
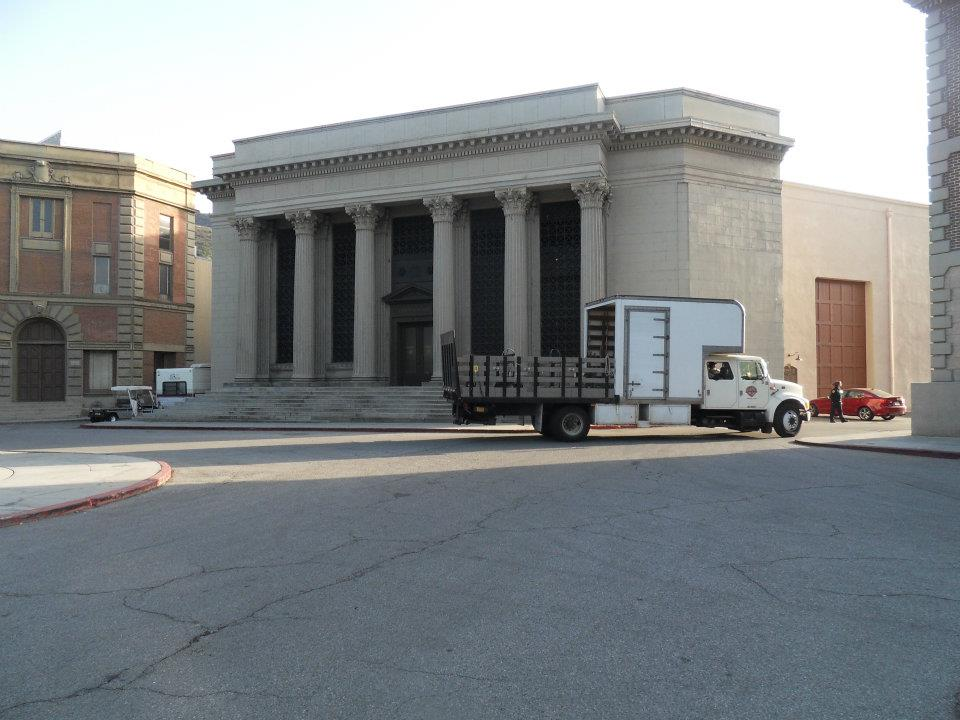
Tribunal sur Embassy Courtyard.
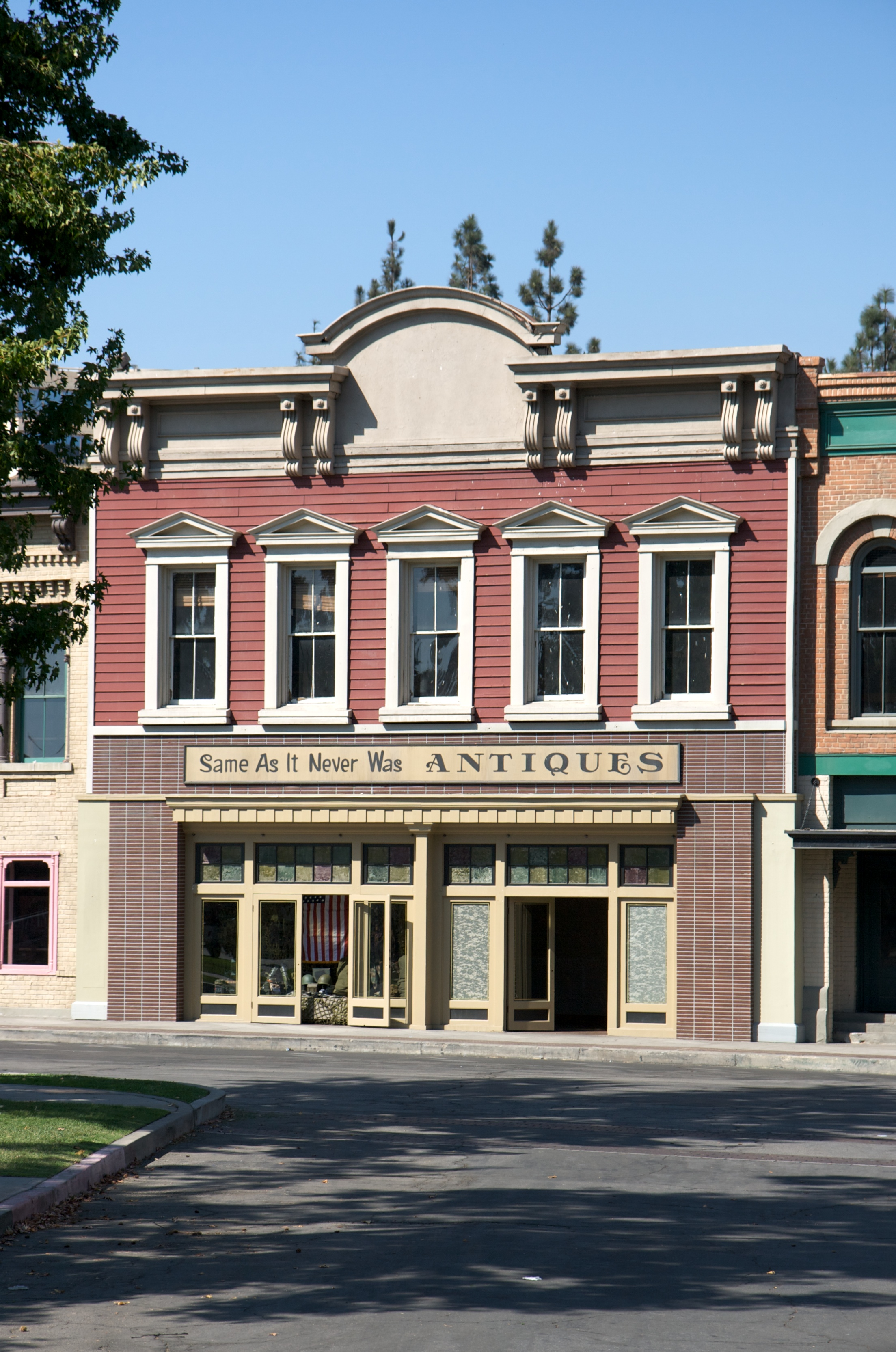
Magasin d'Antiquités sur Midwest Street.
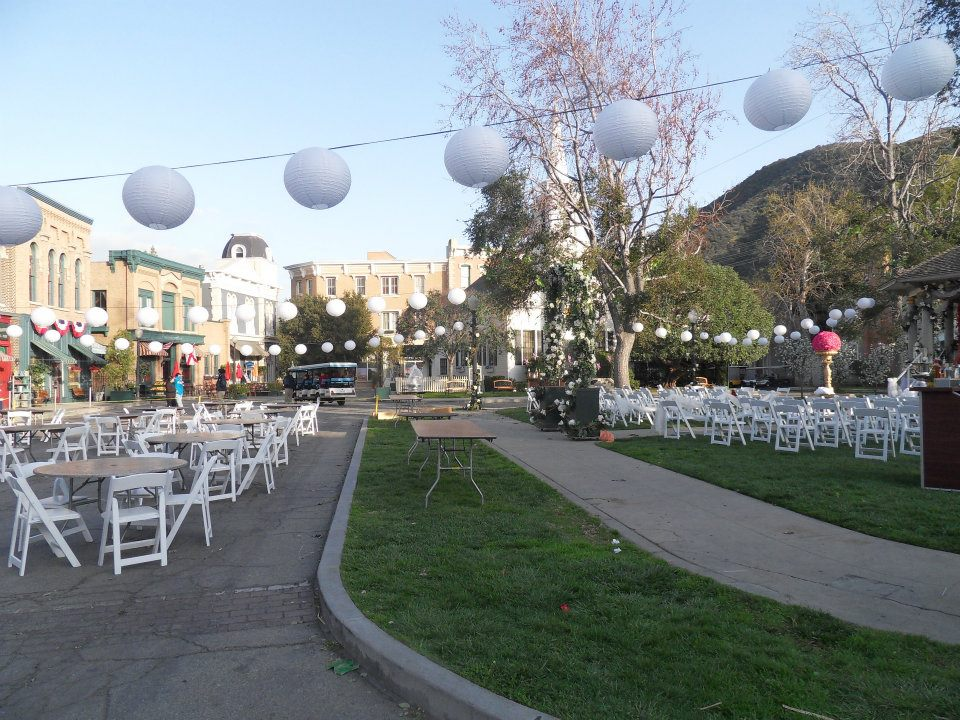
Tournage sur Midwest & Residential Street.
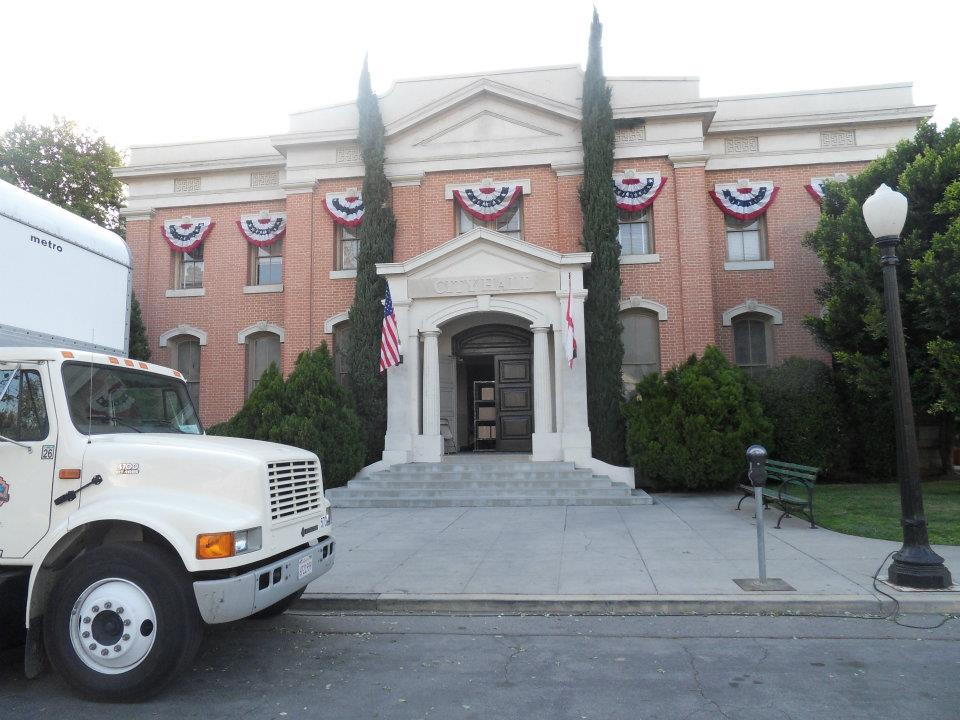
Hôtel de Ville sur Residential Street
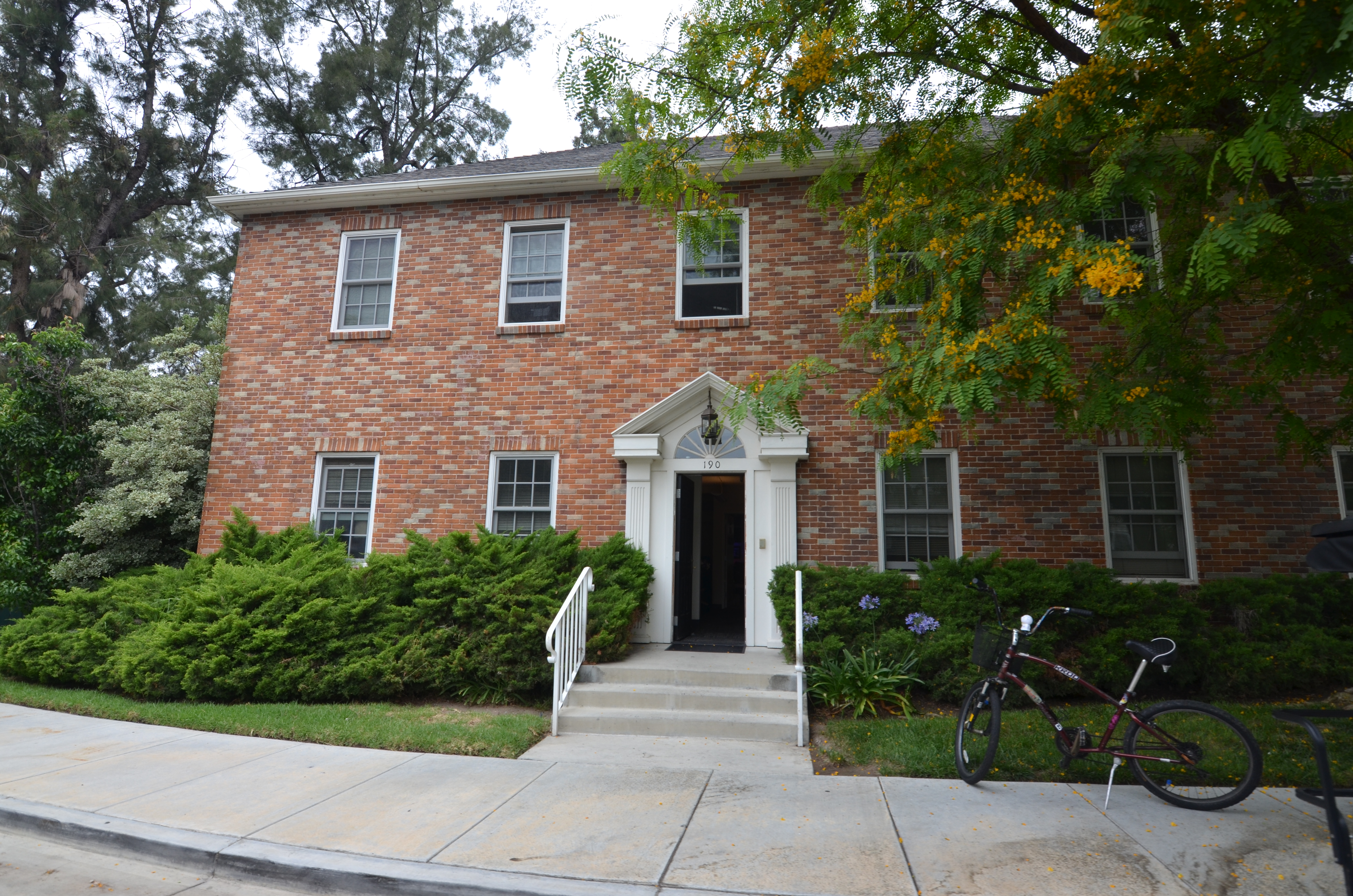
Maison au Warner Village.
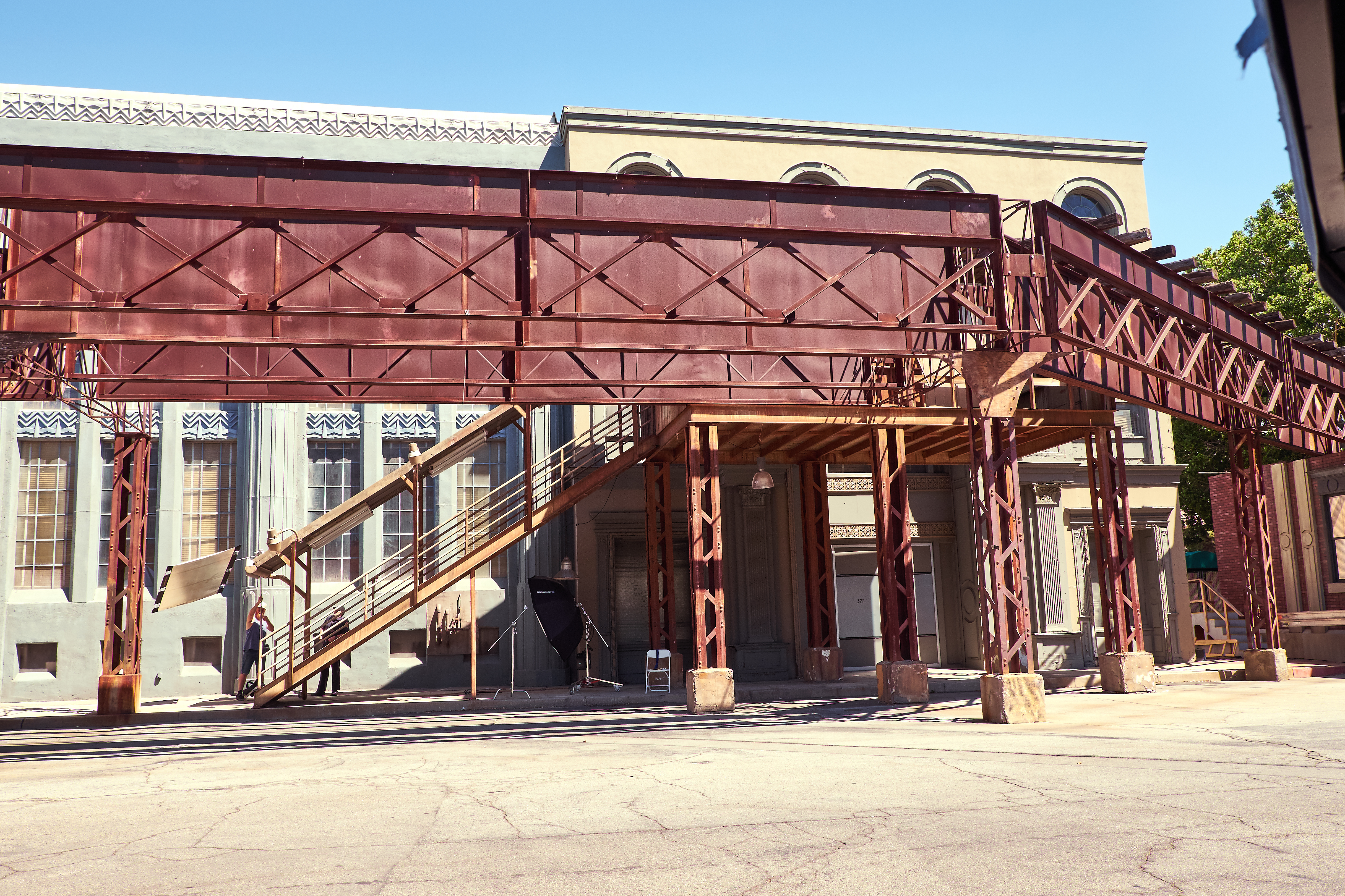
Infrastructure de New York Street.

### Steven J. Ross Theater

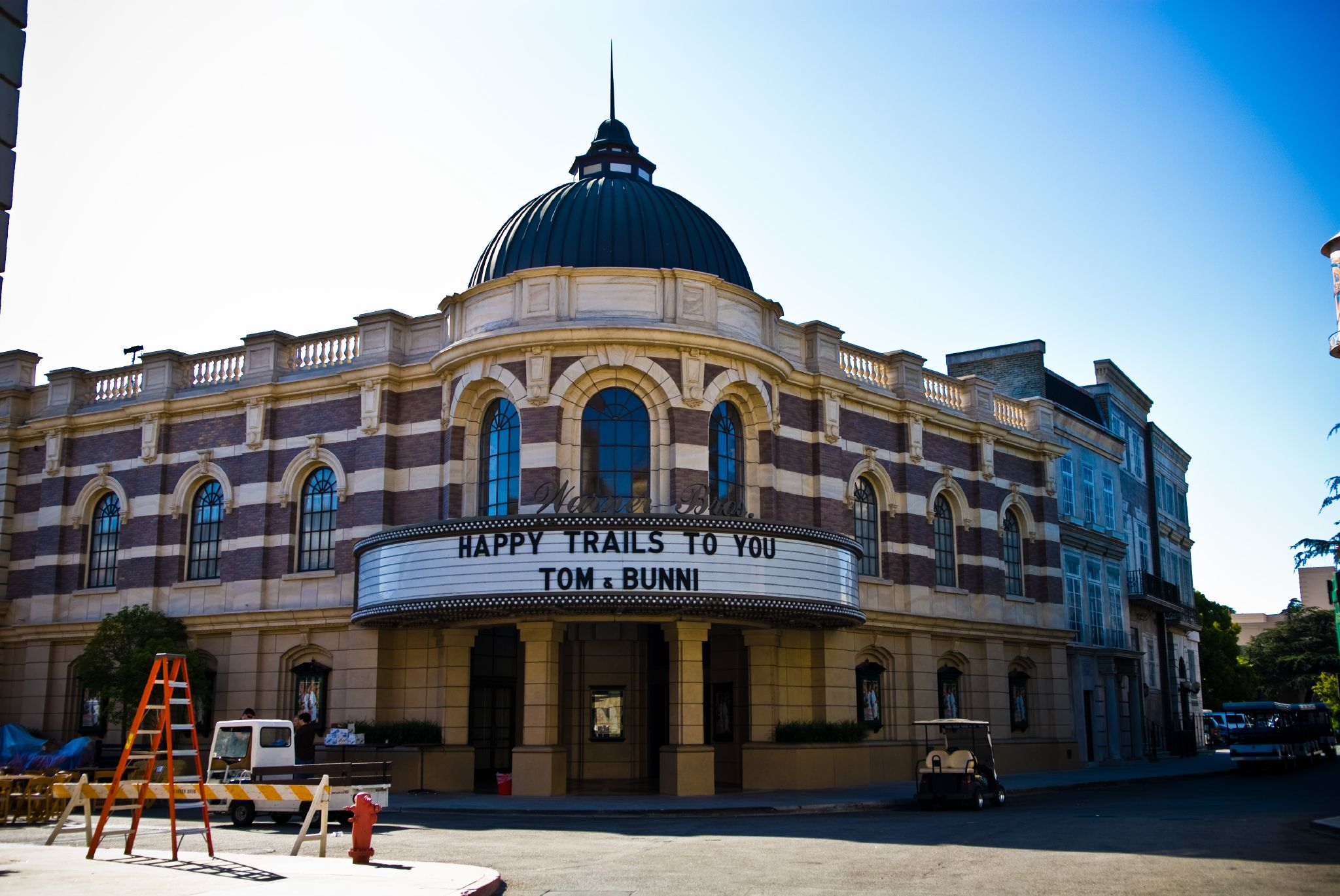
Le Steven J. Ross Theater sur Ashley Boulevard.

Le Steven J. Ross Theater est une salle de cinéma de 513 places située sur Ashley Boulevard qui sert aux avant-premières, aux projections privées et aux évènements organisés au sein des studios.
Le théâtre est nommé en l'honneur de Steven J. Ross, qui fut le premier PDG de Warner Communications, Inc. puis de Time Warner, Inc (aujourd'hui Warner Bros. Discovery).
Les studios possèdent plusieurs autres salles de projection.

### Warner Bros. Museum
Le Warner Bros. Museum (en) (aussi appelé Warner Bros. Studio Tour Archive) est un musée consacré à Warner Bros. Entertainment. Ouvert en 1996, et couvrant une surface de 650 m2, y sont exposés des costumes, des accessoires, des dessins d'animation et autres objets provenant des programmes du groupe.
Collection :
- costumes originaux de Batman : batcostume de Michael Keaton, tenue de Vicki Vale interprétée par Kim Basinger, costume du Joker porté par Jack Nicholson
- costumes originaux de Batman : Le Défi : batcostume, costume du Pengouin interprété par Danny DeVito
- costumes originaux Batman Forever : costumes de Sphinx, Double-Face, Batman, Robin
- costumes et accessoires de Batman et Robin
- costumes de Batman Begins, The Dark Knight, The Dark Knight Rises : batcostumes de Christian Bale, tenue de Ra's al Ghul (Liam Neeson), tenue et masque de l'Epouvantail (Cillian Murphy), masques du braquage, réplique de la batmobile The Tumbler, tenue du Joker (Heath Ledger), tenue de Double-Face (Aaron Eckhart), lettres écrites par Rachel Dawes (Maggie Gyllenhaal), tenue de Bane (Tom Hardy), costume d'Alfred Pennyworth (Michael Caine), costume de John Blake (Joseph Gordon-Levitt), de James Gordon (Gary Oldman), Talia al Ghul (Marion Cotillard)
- costumes et accessoires des films Sweeney Todd : Le Diabolique Barbier de Fleet Street, Mars Attacks!, Charlie et la Chocolaterie, Les Noces funèbres
- costumes et accessoires des films Harry Potter, y compris le Choixpeau magique
- Oscars de certains films de la Warner, dont Casablanca, My Fair Lady, Le Chanteur de jazz, La Vie d'Emile Zola
- costume de James Dean du film Géant, ainsi que sa moto Triumph 500
- Le piano du Rick's Café Américain de Casablanca, les costumes de Humphrey Bogart et Ingrid Bergman
- lettres de Errol Flynn, John Wayne, Ronald Reagan et Jack Warner
- chapeaux extravagants du Royal Ascot, extraits de My Fair Lady
- robes portées par Joan Crawford
- costumes portés par John Wayne dans Le Renard des océans, Opération dans le Pacifique, Les Cordes de la potence
- costumes portés par Clint Eastwood dans Gran Torino, L'Inspecteur Harry, Le Maître de guerre
- tenue de Faye Dunaway dans Bonnie et Clyde
- costumes de 300
- costumes de Very Bad Trip
- décor Central Perk de Friends
- la construction Lego apparaissant au générique de La Grande Aventure Lego

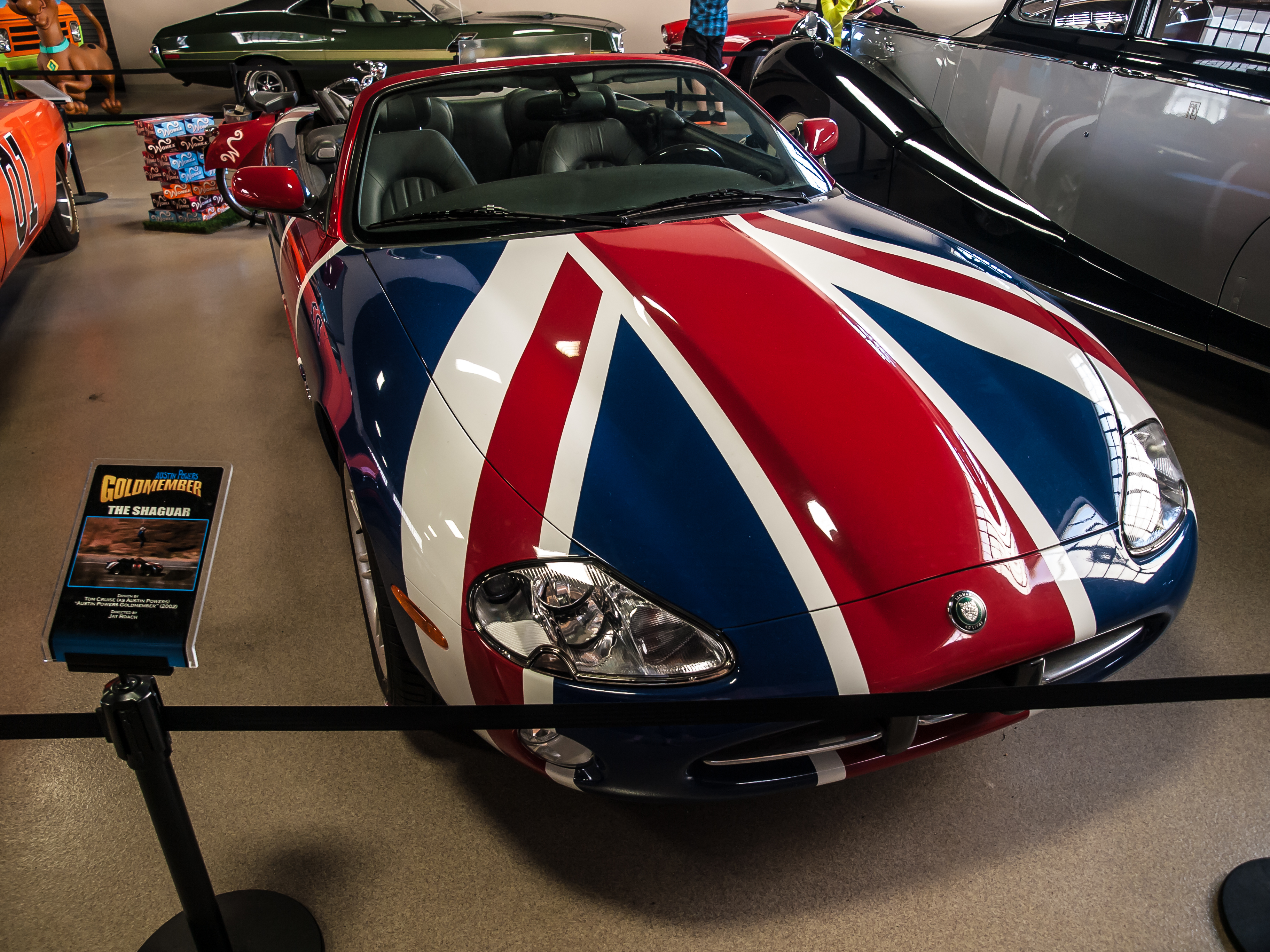
The Shaguar, voiture conduite par Tom Cruise dans Austin Powers.
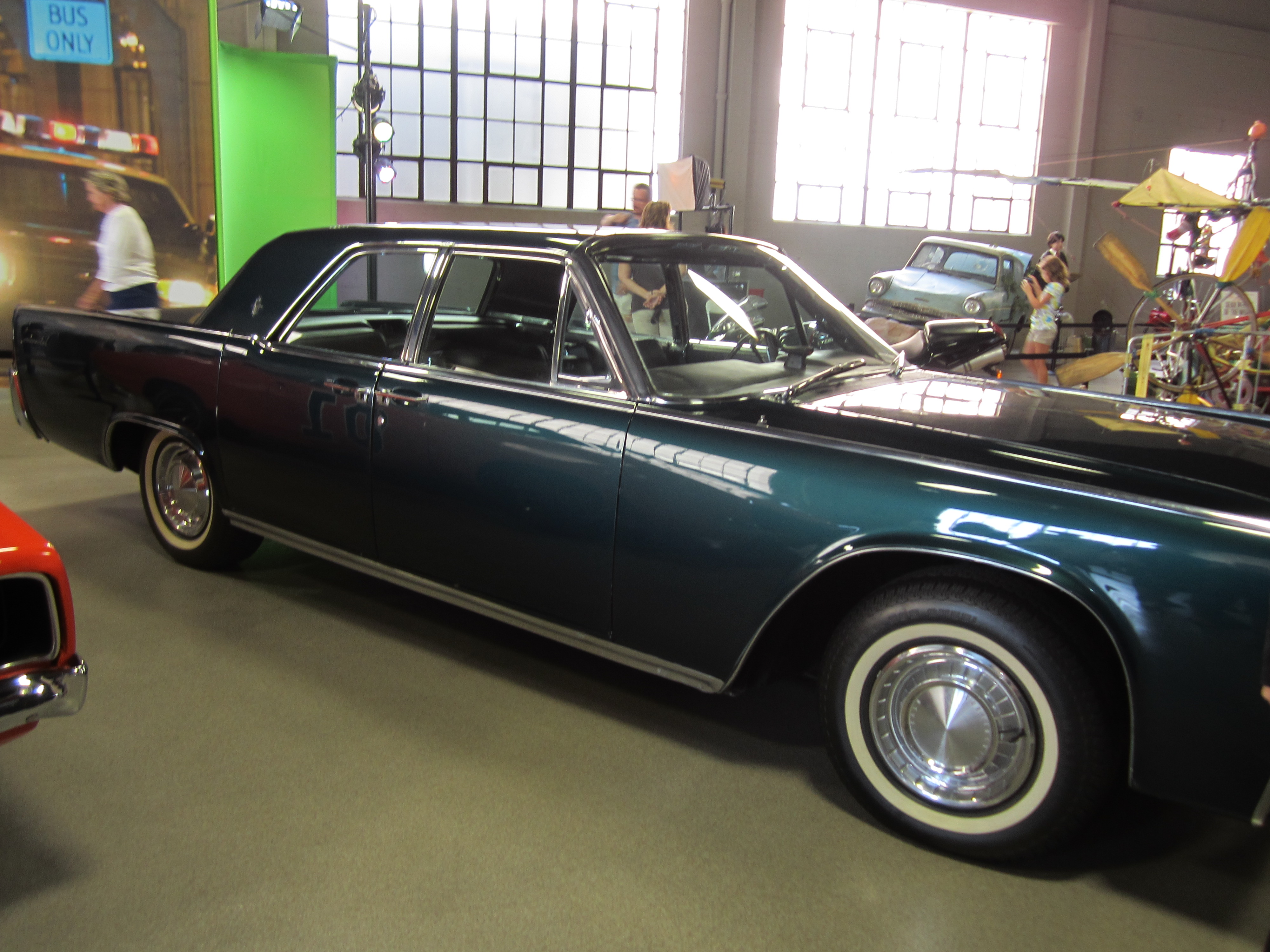
Lincoln Continental de 1965 conduite par Joe Pantoliano dans Matrix.
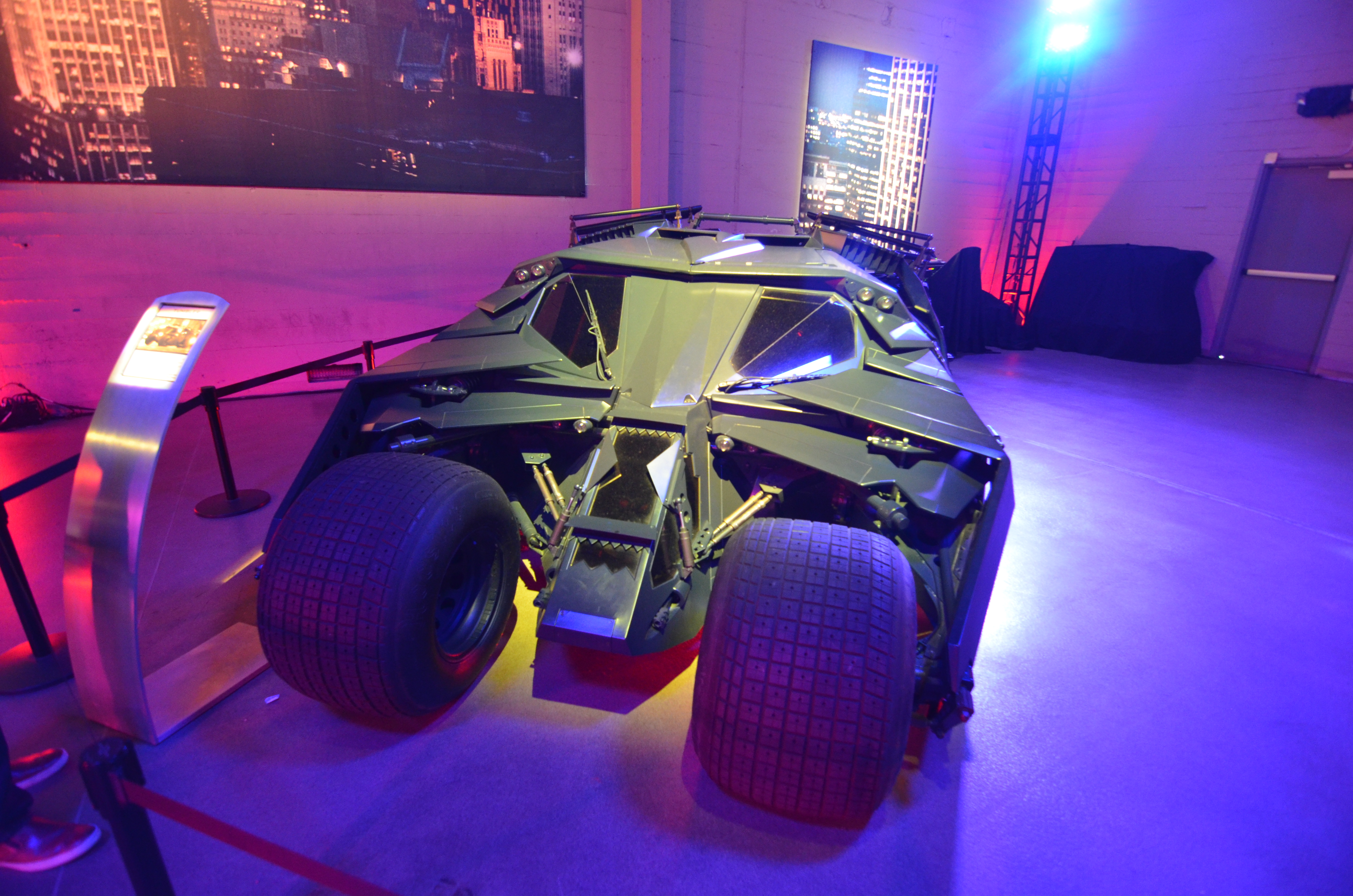
The Tumbler, batmobile du film The Dark Knight.
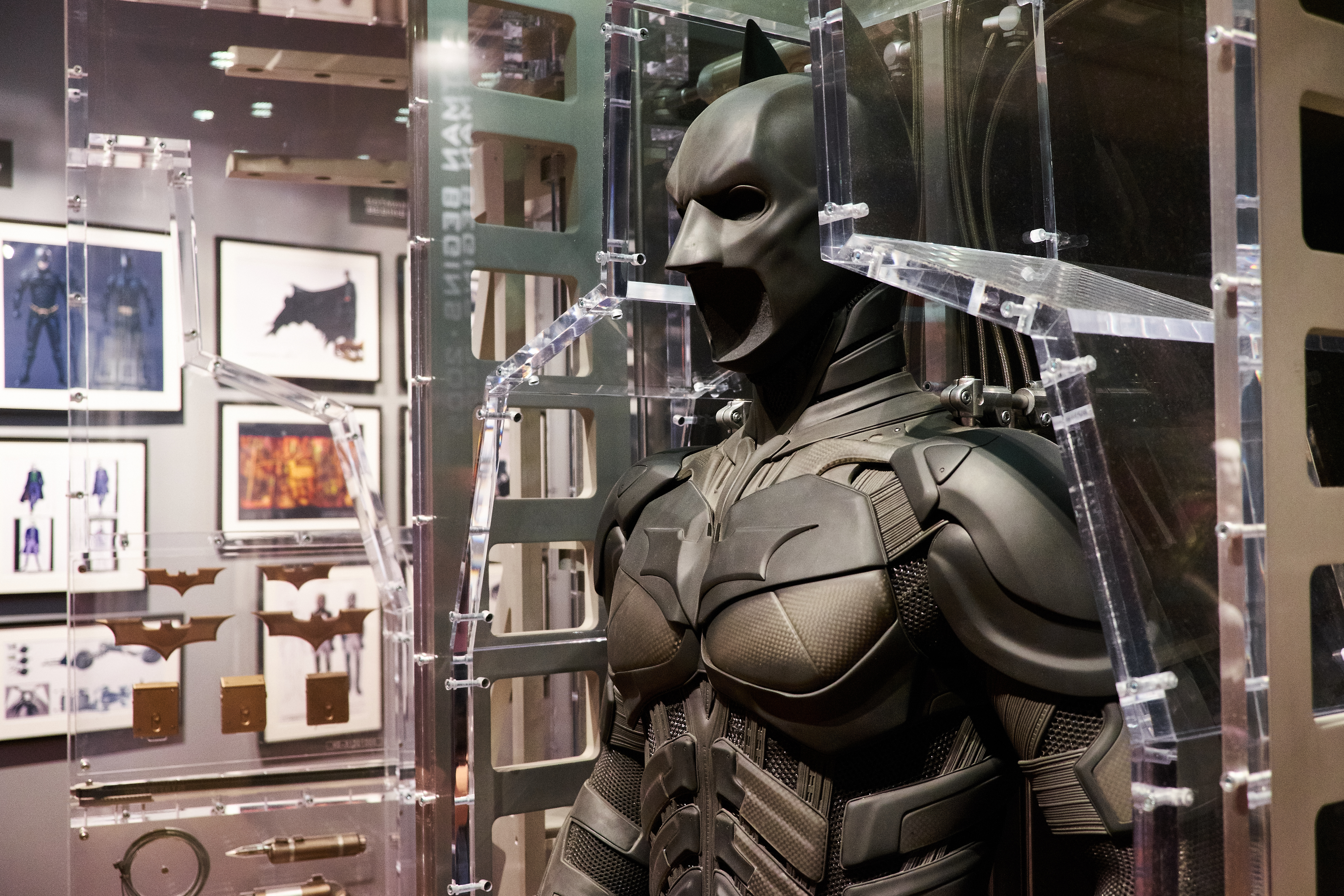
Costume de Batman, interprété par Christian Bale dans la trilogie Dark Knight.
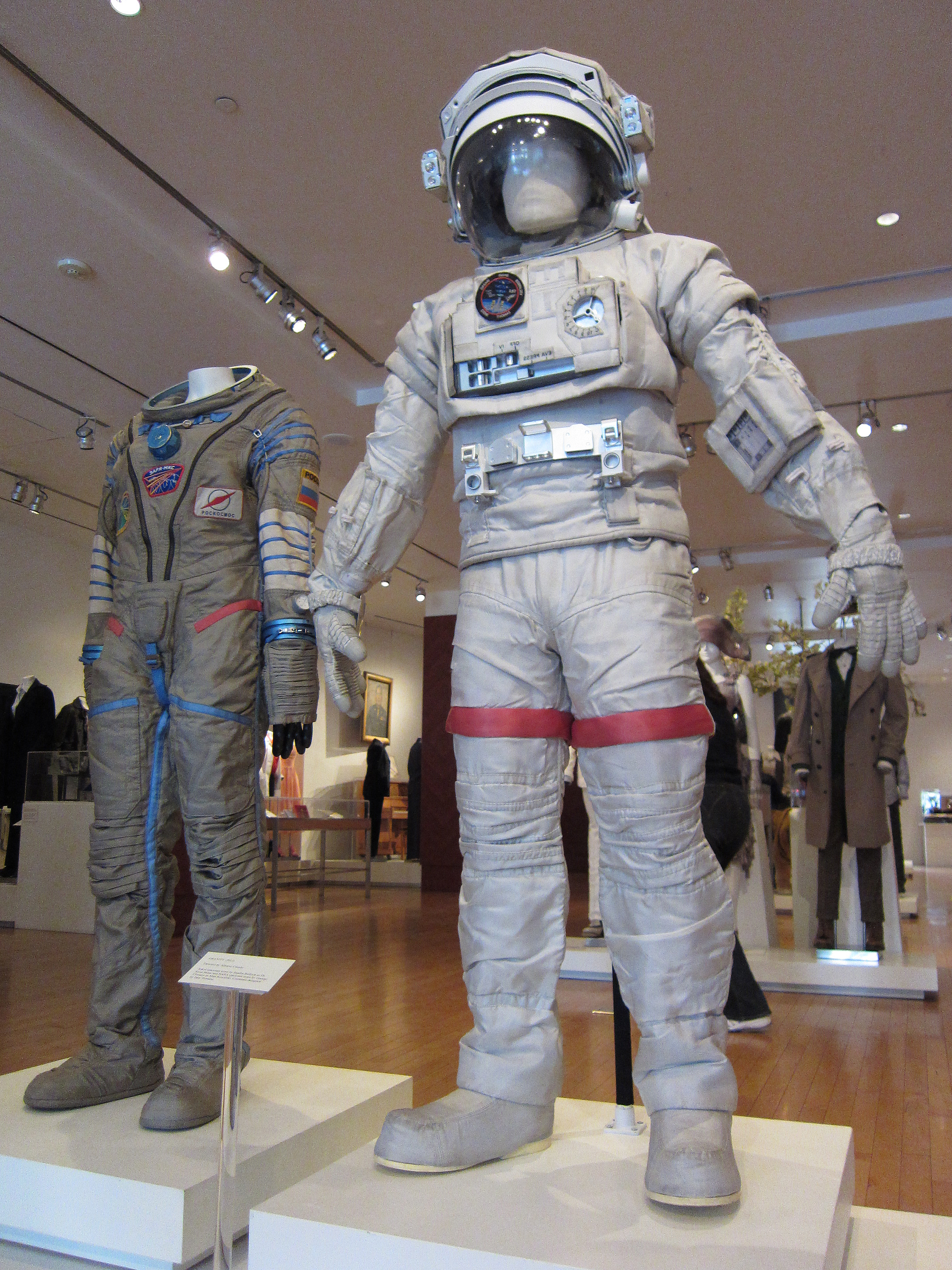
Combinaisons spatiales du film Gravity
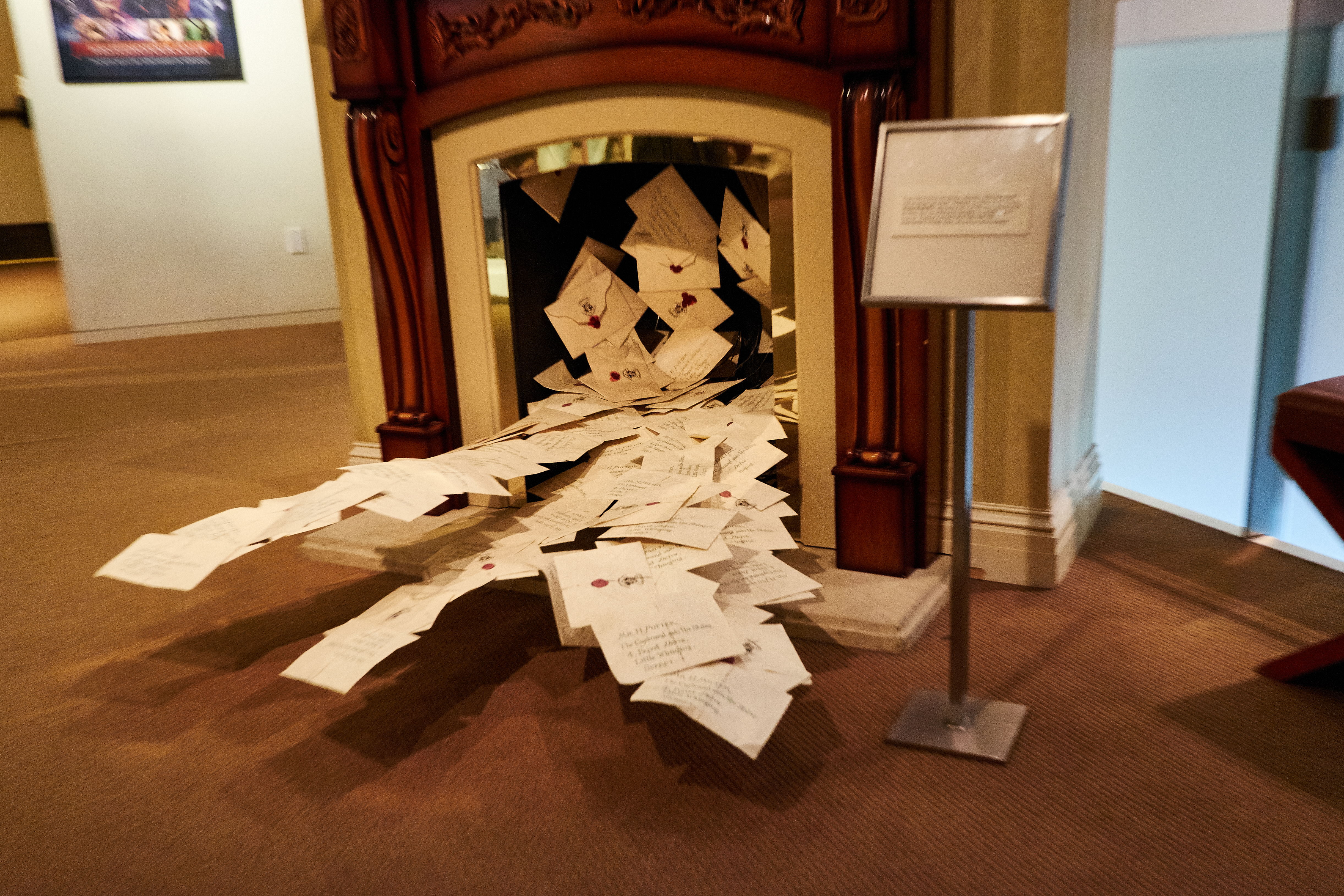
Décor du 4 Privet Drive dans Harry Potter à l'école des sorciers.
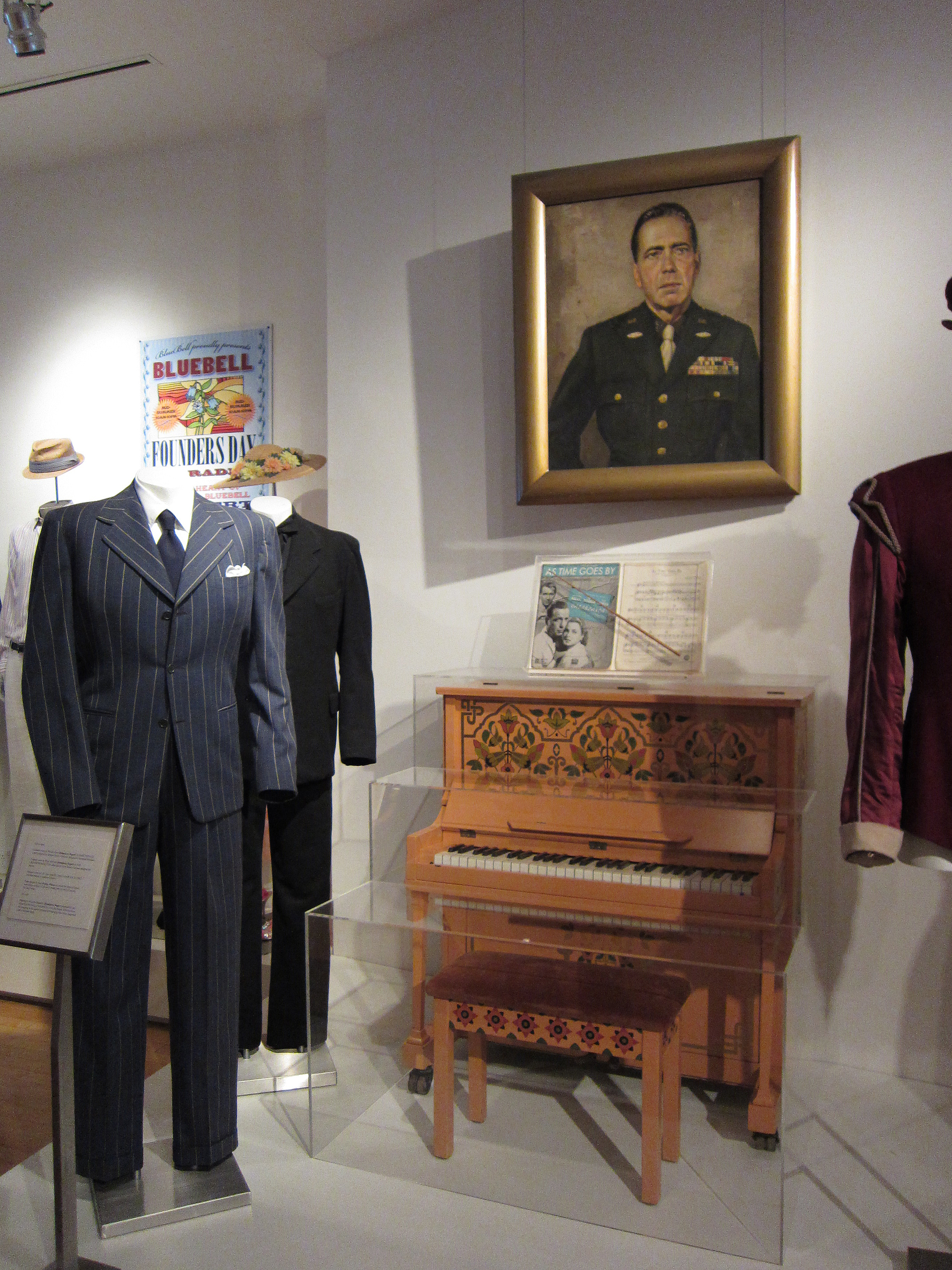
Piano utilisé par Sam dans le film Casablanca.
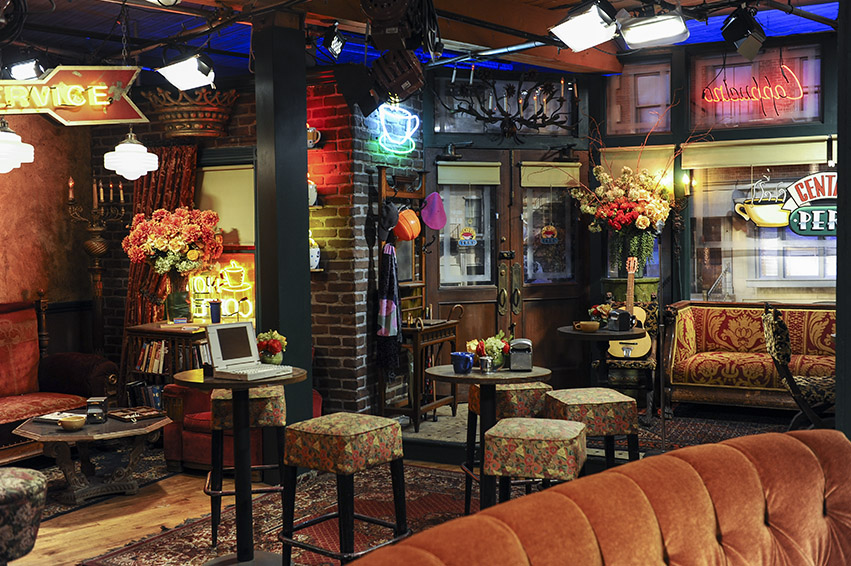
Café Central Perk de Friends.
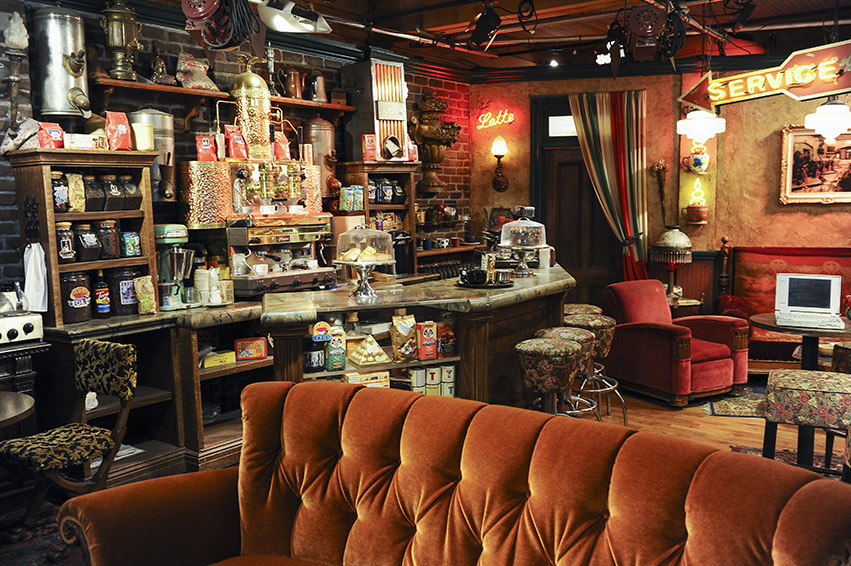
Café Central Perk de Friends.
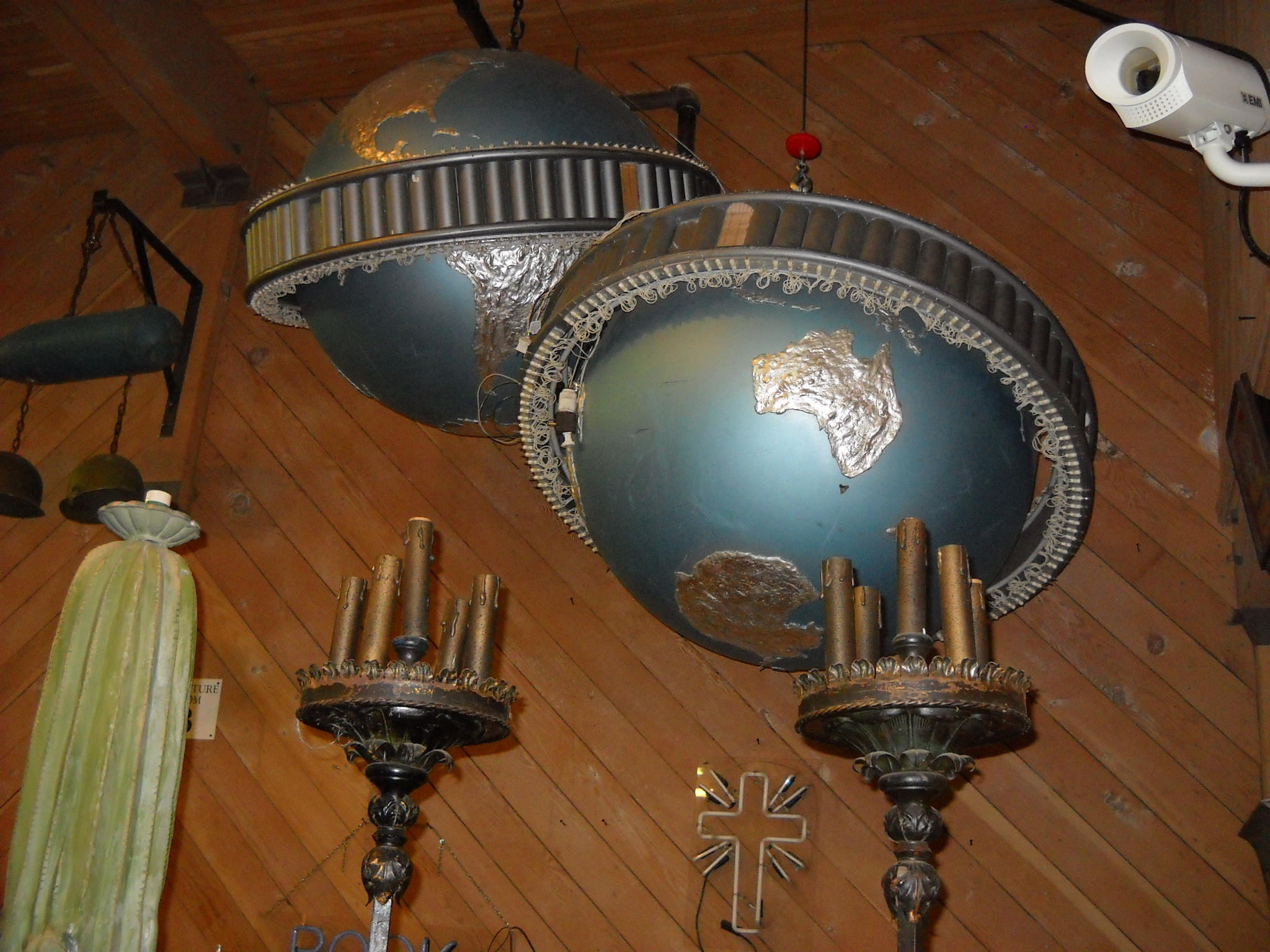
Globes du Galaxy Hotel dans Mars Attacks!.
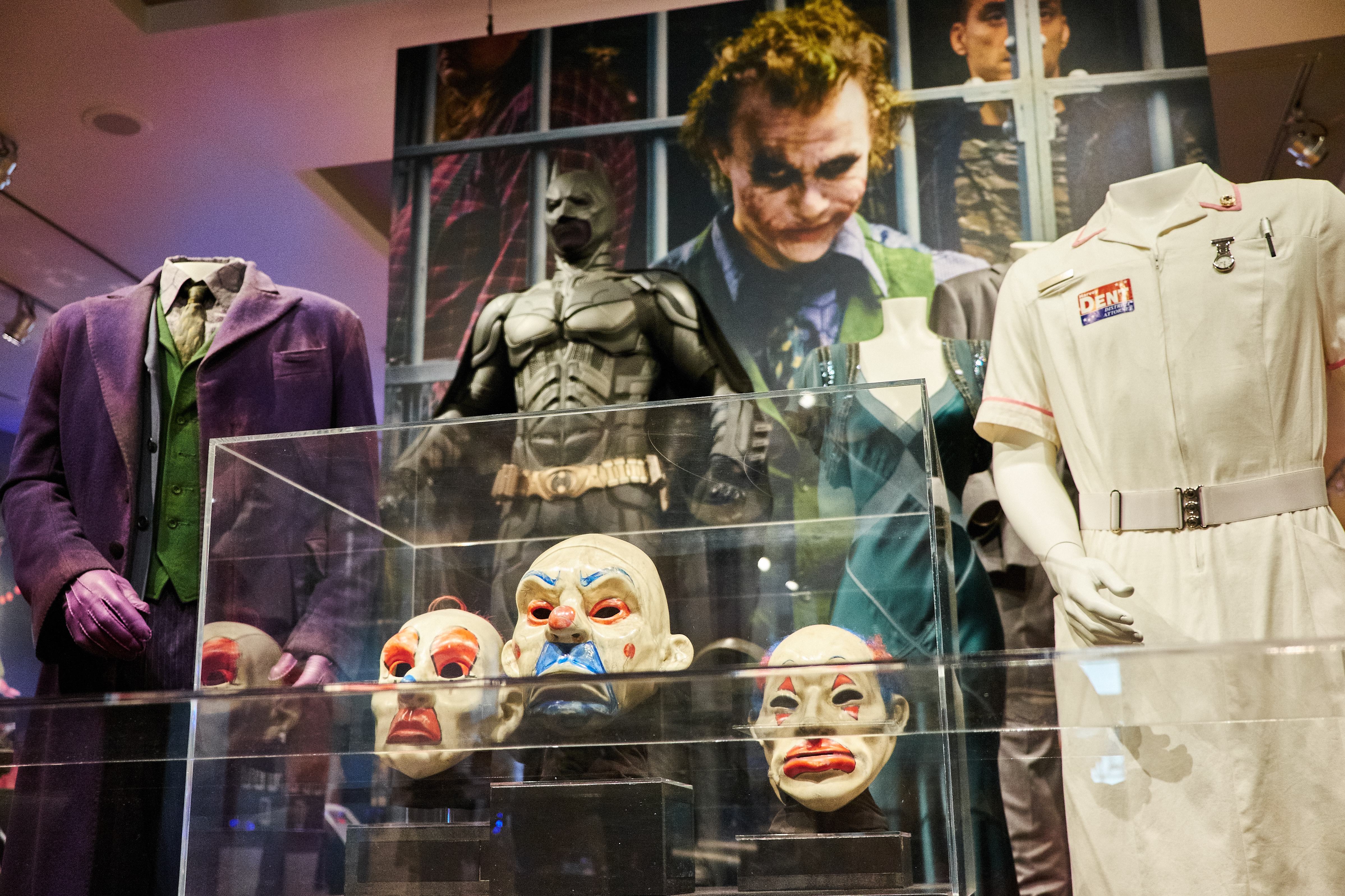
Costumes et accessoires de The Dark Knight.
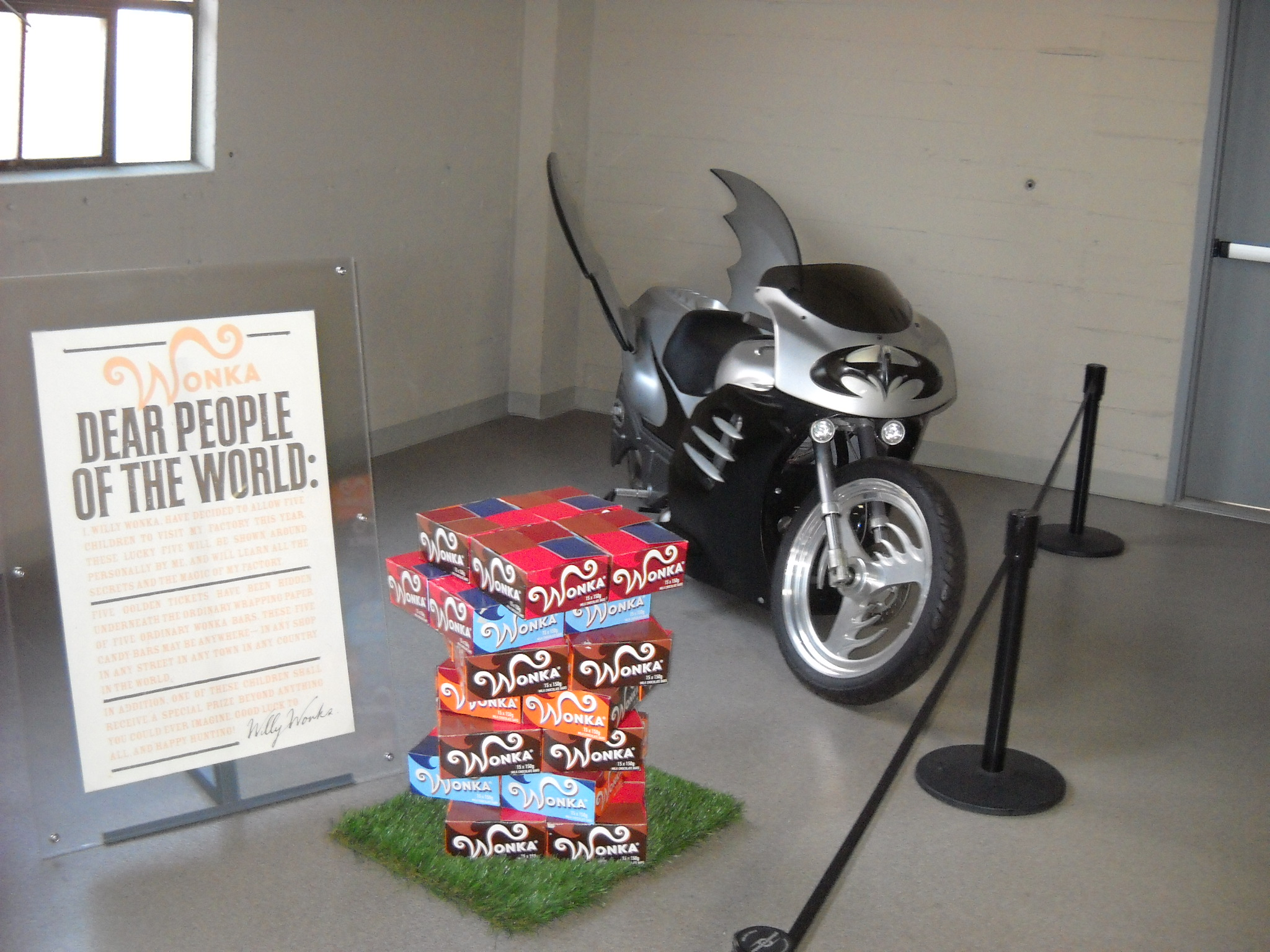
Boîtes de chocolat Wonka et batmoto.

### Warner Bros. Water Tower

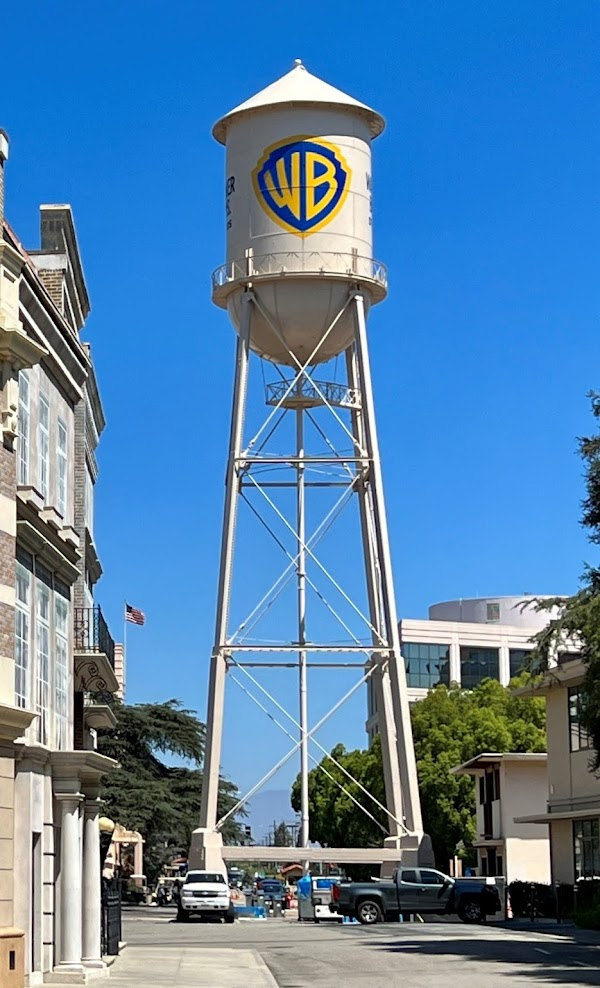
Le château d'eau en 2022.

Construit en 1927, le château d'eau des studios culmine à 40,5 mètres de haut. D'une capacité de 378 541 litres, il n'est aujourd'hui plus utilisé comme château d'eau et affiche simplement le logo de la Warner sur ses côtés.
Jusqu'en 1933, le château d'eau se trouvait à proximité du Warner Bros. Fire Department (poste de pompiers). À la suite du tremblement de terre de Long Beach, les frères Warner décidèrent de le déplacer, craignant qu'il ne tombe sur le poste de pompiers en cas de tremblement, ce qui aurait pu entraver voire bloquer l'action des secouristes. À cette époque, les châteaux d'eau tels que celui-ci étaient communs au sein des studios, car constituant une réserve d'eau qui permettait d'éteindre les feux en cas d'incendie. De similaires existent toujours au sein des studios de Disney, Paramount et Sony.
Le château d'eau apparaît dans plusieurs productions de la Warner. Il sert de maison à Yakko, Wakko et Dot, protagonistes des séries d'animation Animaniacs (1993-1998) et Animaniacs (2020). Les studios et le château apparaissent également dans le générique de Kids' WB, un bloc de programmes pour les enfants, diffusé de 1995 à 2006 sur The WB, puis de 2006 à 2008 sur The CW. Le château d'eau est détruit par accident dans le long métrage Les Looney Tunes passent à l'action, sorti en 2003.
Le château d'eau a donné son nom et sert de logo au label de musique WaterTower Music, qui publie toutes les bandes originales du studio.
Une version plus moderne a été construite en 2018 à l'entrée du parc à thèmes Warner Bros. World Abu Dhabi, à Abu Dabi aux Émirats arabes unis.
Pour certains occasions, le château d'eau est repeint et redécoré : ce fut le cas pour fêter les 90 ans de Warner Bros., pour la sortie de Lego Batman, le film ou pour lancement de HBO Max.
En 2019, Warner Bros. Pictures change de logo et de cinématique d'introduction. La nouvelle cinématique montre un plan en CGI photoréaliste du château d'eau, avec en fond les plateaux. L'animation, faite par Devastudios, montre le studio à l'aube, le soleil se levant au loin,.